# Буковинсько-прикарпатська тема
Букови́нсько-прикарпа́тська тема – тема в шаховій композиції кооперативного жанру. Суть теми – поле біля чорного короля недоступне для нього, як мінімум, із двох причин, одна з яких – це контролювання білою фігурою, а друга причина – це може бути: або контроль другою білою фігурою, або поле заблоковане чорною.  В процесі гри цей контроль знімається шляхом обов'язкового взяття чорними хоча б однієї контролюючої це поле білої фігури, інший контроль усувається шляхом – в першому випадку біла фігура сама знімає цей контроль, або її забирають чорні, якщо поле було під контролем другої фігури; в другому випадку, якщо поле було в початковій позиції ще і  заблоковане, то чорні це поле на якийсь час розблоковують. Тематичне поле, перед оголошенням мату чорному королю, блокується чорною фігурою.

## Історія
Через 29 років після першої публікації задачі Миколи Нагнибіди на Буковинську тему, проблемісти з Прикарпаття в 2007 році Роман Залокоцький (03.05.1940) і Анатолій Мітюшин (03.05.1960) спробували її поєднати з темою Зілахі. Під час розробки побачили можливість збільшити парадокс Буковинської теми, тобто – щоб поле біля чорного короля, крім контролю однією білою фігурою, було недоступне  для чорного короля й іще по другій причині, а саме – контролювалося ще однією білою фігурою. Проблемісти Р. Залокоцький і А. Мітюшин створили цілу серію задач з новою ідеєю – провели дослідження в цьому напрямку. Завдяки застосуванню нових механізмів для вираження цієї ідеї, було знайдено ряд напрямків її розробки. Назва теми походить від географічного місця проживання проблемістів, що доклали зусиль для її відкриття. Нова ідея походить від Буковинської теми, автор якої є Микола Нагнибіда, який проживав на Буковині – у Чернівцях , а Р. Залокоцький і А. Мітюшин, які проживають на Прикарпатті, відштовхнулись від Буковинської теми, збільшили парадокс, використаний у Буковинській темі. Ця нова ідея дістала назву – буковинсько-прикарпатська тема. Авторами буковинсько-прикарпатської теми є проблемісти – Микола Нагнибіда, Роман Залокоцький і Анатолій Мітюшин. В 2009 році в російському спеціалізованому журналі з шахової композиції «Кудесник» було проведено міжнародний тематичний конкурс по складанню шахових задач на буковинсько-прикарпатську тему, арбітром конкурсу був Анатолій Мітюшин.

## Форми вираження теми
Для більшої наочності і найкращого розуміння теми, зокрема її форм, використано механізм двох білих тур. Механізм один і той же, а форми різні, навіть використано цей механізм для вираження поєднання в одній задачі обох форм теми.

### Пряма форма
В цій задачі виражено основний спосіб вираження теми. Тематичне поле біля чорного короля контролюється двома білими фігурами. Чорні спочатку усувають одну з двох причин недоступності чорного короля на тематичне поле шляхом взяття білої фігури, яка контролювала це поле. Друга контролююча фігура сама знімає удар (контроль) з тематичного поля на матуючому ході, перед цим чорні своєю фігурою  це поле блокують.
|   | a | b | c | d | e | f | g | h |   |
| 8 | f8 чорна тура · d4 чорний ферзь · e4 чорний кінь · f4 білий слон · g4 білий король · f3 чорний пішак · h3 чорна тура · d2 чорний пішак · e2 біла тура · g2 біла тура · h2 чорний пішак · d1 чорний кінь · f1 чорний король · h1 чорний слон | f8 чорна тура · d4 чорний ферзь · e4 чорний кінь · f4 білий слон · g4 білий король · f3 чорний пішак · h3 чорна тура · d2 чорний пішак · e2 біла тура · g2 біла тура · h2 чорний пішак · d1 чорний кінь · f1 чорний король · h1 чорний слон | f8 чорна тура · d4 чорний ферзь · e4 чорний кінь · f4 білий слон · g4 білий король · f3 чорний пішак · h3 чорна тура · d2 чорний пішак · e2 біла тура · g2 біла тура · h2 чорний пішак · d1 чорний кінь · f1 чорний король · h1 чорний слон | f8 чорна тура · d4 чорний ферзь · e4 чорний кінь · f4 білий слон · g4 білий король · f3 чорний пішак · h3 чорна тура · d2 чорний пішак · e2 біла тура · g2 біла тура · h2 чорний пішак · d1 чорний кінь · f1 чорний король · h1 чорний слон | f8 чорна тура · d4 чорний ферзь · e4 чорний кінь · f4 білий слон · g4 білий король · f3 чорний пішак · h3 чорна тура · d2 чорний пішак · e2 біла тура · g2 біла тура · h2 чорний пішак · d1 чорний кінь · f1 чорний король · h1 чорний слон | f8 чорна тура · d4 чорний ферзь · e4 чорний кінь · f4 білий слон · g4 білий король · f3 чорний пішак · h3 чорна тура · d2 чорний пішак · e2 біла тура · g2 біла тура · h2 чорний пішак · d1 чорний кінь · f1 чорний король · h1 чорний слон | f8 чорна тура · d4 чорний ферзь · e4 чорний кінь · f4 білий слон · g4 білий король · f3 чорний пішак · h3 чорна тура · d2 чорний пішак · e2 біла тура · g2 біла тура · h2 чорний пішак · d1 чорний кінь · f1 чорний король · h1 чорний слон | f8 чорна тура · d4 чорний ферзь · e4 чорний кінь · f4 білий слон · g4 білий король · f3 чорний пішак · h3 чорна тура · d2 чорний пішак · e2 біла тура · g2 біла тура · h2 чорний пішак · d1 чорний кінь · f1 чорний король · h1 чорний слон | 8 |
| 7 | f8 чорна тура · d4 чорний ферзь · e4 чорний кінь · f4 білий слон · g4 білий король · f3 чорний пішак · h3 чорна тура · d2 чорний пішак · e2 біла тура · g2 біла тура · h2 чорний пішак · d1 чорний кінь · f1 чорний король · h1 чорний слон | f8 чорна тура · d4 чорний ферзь · e4 чорний кінь · f4 білий слон · g4 білий король · f3 чорний пішак · h3 чорна тура · d2 чорний пішак · e2 біла тура · g2 біла тура · h2 чорний пішак · d1 чорний кінь · f1 чорний король · h1 чорний слон | f8 чорна тура · d4 чорний ферзь · e4 чорний кінь · f4 білий слон · g4 білий король · f3 чорний пішак · h3 чорна тура · d2 чорний пішак · e2 біла тура · g2 біла тура · h2 чорний пішак · d1 чорний кінь · f1 чорний король · h1 чорний слон | f8 чорна тура · d4 чорний ферзь · e4 чорний кінь · f4 білий слон · g4 білий король · f3 чорний пішак · h3 чорна тура · d2 чорний пішак · e2 біла тура · g2 біла тура · h2 чорний пішак · d1 чорний кінь · f1 чорний король · h1 чорний слон | f8 чорна тура · d4 чорний ферзь · e4 чорний кінь · f4 білий слон · g4 білий король · f3 чорний пішак · h3 чорна тура · d2 чорний пішак · e2 біла тура · g2 біла тура · h2 чорний пішак · d1 чорний кінь · f1 чорний король · h1 чорний слон | f8 чорна тура · d4 чорний ферзь · e4 чорний кінь · f4 білий слон · g4 білий король · f3 чорний пішак · h3 чорна тура · d2 чорний пішак · e2 біла тура · g2 біла тура · h2 чорний пішак · d1 чорний кінь · f1 чорний король · h1 чорний слон | f8 чорна тура · d4 чорний ферзь · e4 чорний кінь · f4 білий слон · g4 білий король · f3 чорний пішак · h3 чорна тура · d2 чорний пішак · e2 біла тура · g2 біла тура · h2 чорний пішак · d1 чорний кінь · f1 чорний король · h1 чорний слон | f8 чорна тура · d4 чорний ферзь · e4 чорний кінь · f4 білий слон · g4 білий король · f3 чорний пішак · h3 чорна тура · d2 чорний пішак · e2 біла тура · g2 біла тура · h2 чорний пішак · d1 чорний кінь · f1 чорний король · h1 чорний слон | 7 |
| 6 | f8 чорна тура · d4 чорний ферзь · e4 чорний кінь · f4 білий слон · g4 білий король · f3 чорний пішак · h3 чорна тура · d2 чорний пішак · e2 біла тура · g2 біла тура · h2 чорний пішак · d1 чорний кінь · f1 чорний король · h1 чорний слон | f8 чорна тура · d4 чорний ферзь · e4 чорний кінь · f4 білий слон · g4 білий король · f3 чорний пішак · h3 чорна тура · d2 чорний пішак · e2 біла тура · g2 біла тура · h2 чорний пішак · d1 чорний кінь · f1 чорний король · h1 чорний слон | f8 чорна тура · d4 чорний ферзь · e4 чорний кінь · f4 білий слон · g4 білий король · f3 чорний пішак · h3 чорна тура · d2 чорний пішак · e2 біла тура · g2 біла тура · h2 чорний пішак · d1 чорний кінь · f1 чорний король · h1 чорний слон | f8 чорна тура · d4 чорний ферзь · e4 чорний кінь · f4 білий слон · g4 білий король · f3 чорний пішак · h3 чорна тура · d2 чорний пішак · e2 біла тура · g2 біла тура · h2 чорний пішак · d1 чорний кінь · f1 чорний король · h1 чорний слон | f8 чорна тура · d4 чорний ферзь · e4 чорний кінь · f4 білий слон · g4 білий король · f3 чорний пішак · h3 чорна тура · d2 чорний пішак · e2 біла тура · g2 біла тура · h2 чорний пішак · d1 чорний кінь · f1 чорний король · h1 чорний слон | f8 чорна тура · d4 чорний ферзь · e4 чорний кінь · f4 білий слон · g4 білий король · f3 чорний пішак · h3 чорна тура · d2 чорний пішак · e2 біла тура · g2 біла тура · h2 чорний пішак · d1 чорний кінь · f1 чорний король · h1 чорний слон | f8 чорна тура · d4 чорний ферзь · e4 чорний кінь · f4 білий слон · g4 білий король · f3 чорний пішак · h3 чорна тура · d2 чорний пішак · e2 біла тура · g2 біла тура · h2 чорний пішак · d1 чорний кінь · f1 чорний король · h1 чорний слон | f8 чорна тура · d4 чорний ферзь · e4 чорний кінь · f4 білий слон · g4 білий король · f3 чорний пішак · h3 чорна тура · d2 чорний пішак · e2 біла тура · g2 біла тура · h2 чорний пішак · d1 чорний кінь · f1 чорний король · h1 чорний слон | 6 |
| 5 | f8 чорна тура · d4 чорний ферзь · e4 чорний кінь · f4 білий слон · g4 білий король · f3 чорний пішак · h3 чорна тура · d2 чорний пішак · e2 біла тура · g2 біла тура · h2 чорний пішак · d1 чорний кінь · f1 чорний король · h1 чорний слон | f8 чорна тура · d4 чорний ферзь · e4 чорний кінь · f4 білий слон · g4 білий король · f3 чорний пішак · h3 чорна тура · d2 чорний пішак · e2 біла тура · g2 біла тура · h2 чорний пішак · d1 чорний кінь · f1 чорний король · h1 чорний слон | f8 чорна тура · d4 чорний ферзь · e4 чорний кінь · f4 білий слон · g4 білий король · f3 чорний пішак · h3 чорна тура · d2 чорний пішак · e2 біла тура · g2 біла тура · h2 чорний пішак · d1 чорний кінь · f1 чорний король · h1 чорний слон | f8 чорна тура · d4 чорний ферзь · e4 чорний кінь · f4 білий слон · g4 білий король · f3 чорний пішак · h3 чорна тура · d2 чорний пішак · e2 біла тура · g2 біла тура · h2 чорний пішак · d1 чорний кінь · f1 чорний король · h1 чорний слон | f8 чорна тура · d4 чорний ферзь · e4 чорний кінь · f4 білий слон · g4 білий король · f3 чорний пішак · h3 чорна тура · d2 чорний пішак · e2 біла тура · g2 біла тура · h2 чорний пішак · d1 чорний кінь · f1 чорний король · h1 чорний слон | f8 чорна тура · d4 чорний ферзь · e4 чорний кінь · f4 білий слон · g4 білий король · f3 чорний пішак · h3 чорна тура · d2 чорний пішак · e2 біла тура · g2 біла тура · h2 чорний пішак · d1 чорний кінь · f1 чорний король · h1 чорний слон | f8 чорна тура · d4 чорний ферзь · e4 чорний кінь · f4 білий слон · g4 білий король · f3 чорний пішак · h3 чорна тура · d2 чорний пішак · e2 біла тура · g2 біла тура · h2 чорний пішак · d1 чорний кінь · f1 чорний король · h1 чорний слон | f8 чорна тура · d4 чорний ферзь · e4 чорний кінь · f4 білий слон · g4 білий король · f3 чорний пішак · h3 чорна тура · d2 чорний пішак · e2 біла тура · g2 біла тура · h2 чорний пішак · d1 чорний кінь · f1 чорний король · h1 чорний слон | 5 |
| 4 | f8 чорна тура · d4 чорний ферзь · e4 чорний кінь · f4 білий слон · g4 білий король · f3 чорний пішак · h3 чорна тура · d2 чорний пішак · e2 біла тура · g2 біла тура · h2 чорний пішак · d1 чорний кінь · f1 чорний король · h1 чорний слон | f8 чорна тура · d4 чорний ферзь · e4 чорний кінь · f4 білий слон · g4 білий король · f3 чорний пішак · h3 чорна тура · d2 чорний пішак · e2 біла тура · g2 біла тура · h2 чорний пішак · d1 чорний кінь · f1 чорний король · h1 чорний слон | f8 чорна тура · d4 чорний ферзь · e4 чорний кінь · f4 білий слон · g4 білий король · f3 чорний пішак · h3 чорна тура · d2 чорний пішак · e2 біла тура · g2 біла тура · h2 чорний пішак · d1 чорний кінь · f1 чорний король · h1 чорний слон | f8 чорна тура · d4 чорний ферзь · e4 чорний кінь · f4 білий слон · g4 білий король · f3 чорний пішак · h3 чорна тура · d2 чорний пішак · e2 біла тура · g2 біла тура · h2 чорний пішак · d1 чорний кінь · f1 чорний король · h1 чорний слон | f8 чорна тура · d4 чорний ферзь · e4 чорний кінь · f4 білий слон · g4 білий король · f3 чорний пішак · h3 чорна тура · d2 чорний пішак · e2 біла тура · g2 біла тура · h2 чорний пішак · d1 чорний кінь · f1 чорний король · h1 чорний слон | f8 чорна тура · d4 чорний ферзь · e4 чорний кінь · f4 білий слон · g4 білий король · f3 чорний пішак · h3 чорна тура · d2 чорний пішак · e2 біла тура · g2 біла тура · h2 чорний пішак · d1 чорний кінь · f1 чорний король · h1 чорний слон | f8 чорна тура · d4 чорний ферзь · e4 чорний кінь · f4 білий слон · g4 білий король · f3 чорний пішак · h3 чорна тура · d2 чорний пішак · e2 біла тура · g2 біла тура · h2 чорний пішак · d1 чорний кінь · f1 чорний король · h1 чорний слон | f8 чорна тура · d4 чорний ферзь · e4 чорний кінь · f4 білий слон · g4 білий король · f3 чорний пішак · h3 чорна тура · d2 чорний пішак · e2 біла тура · g2 біла тура · h2 чорний пішак · d1 чорний кінь · f1 чорний король · h1 чорний слон | 4 |
| 3 | f8 чорна тура · d4 чорний ферзь · e4 чорний кінь · f4 білий слон · g4 білий король · f3 чорний пішак · h3 чорна тура · d2 чорний пішак · e2 біла тура · g2 біла тура · h2 чорний пішак · d1 чорний кінь · f1 чорний король · h1 чорний слон | f8 чорна тура · d4 чорний ферзь · e4 чорний кінь · f4 білий слон · g4 білий король · f3 чорний пішак · h3 чорна тура · d2 чорний пішак · e2 біла тура · g2 біла тура · h2 чорний пішак · d1 чорний кінь · f1 чорний король · h1 чорний слон | f8 чорна тура · d4 чорний ферзь · e4 чорний кінь · f4 білий слон · g4 білий король · f3 чорний пішак · h3 чорна тура · d2 чорний пішак · e2 біла тура · g2 біла тура · h2 чорний пішак · d1 чорний кінь · f1 чорний король · h1 чорний слон | f8 чорна тура · d4 чорний ферзь · e4 чорний кінь · f4 білий слон · g4 білий король · f3 чорний пішак · h3 чорна тура · d2 чорний пішак · e2 біла тура · g2 біла тура · h2 чорний пішак · d1 чорний кінь · f1 чорний король · h1 чорний слон | f8 чорна тура · d4 чорний ферзь · e4 чорний кінь · f4 білий слон · g4 білий король · f3 чорний пішак · h3 чорна тура · d2 чорний пішак · e2 біла тура · g2 біла тура · h2 чорний пішак · d1 чорний кінь · f1 чорний король · h1 чорний слон | f8 чорна тура · d4 чорний ферзь · e4 чорний кінь · f4 білий слон · g4 білий король · f3 чорний пішак · h3 чорна тура · d2 чорний пішак · e2 біла тура · g2 біла тура · h2 чорний пішак · d1 чорний кінь · f1 чорний король · h1 чорний слон | f8 чорна тура · d4 чорний ферзь · e4 чорний кінь · f4 білий слон · g4 білий король · f3 чорний пішак · h3 чорна тура · d2 чорний пішак · e2 біла тура · g2 біла тура · h2 чорний пішак · d1 чорний кінь · f1 чорний король · h1 чорний слон | f8 чорна тура · d4 чорний ферзь · e4 чорний кінь · f4 білий слон · g4 білий король · f3 чорний пішак · h3 чорна тура · d2 чорний пішак · e2 біла тура · g2 біла тура · h2 чорний пішак · d1 чорний кінь · f1 чорний король · h1 чорний слон | 3 |
| 2 | f8 чорна тура · d4 чорний ферзь · e4 чорний кінь · f4 білий слон · g4 білий король · f3 чорний пішак · h3 чорна тура · d2 чорний пішак · e2 біла тура · g2 біла тура · h2 чорний пішак · d1 чорний кінь · f1 чорний король · h1 чорний слон | f8 чорна тура · d4 чорний ферзь · e4 чорний кінь · f4 білий слон · g4 білий король · f3 чорний пішак · h3 чорна тура · d2 чорний пішак · e2 біла тура · g2 біла тура · h2 чорний пішак · d1 чорний кінь · f1 чорний король · h1 чорний слон | f8 чорна тура · d4 чорний ферзь · e4 чорний кінь · f4 білий слон · g4 білий король · f3 чорний пішак · h3 чорна тура · d2 чорний пішак · e2 біла тура · g2 біла тура · h2 чорний пішак · d1 чорний кінь · f1 чорний король · h1 чорний слон | f8 чорна тура · d4 чорний ферзь · e4 чорний кінь · f4 білий слон · g4 білий король · f3 чорний пішак · h3 чорна тура · d2 чорний пішак · e2 біла тура · g2 біла тура · h2 чорний пішак · d1 чорний кінь · f1 чорний король · h1 чорний слон | f8 чорна тура · d4 чорний ферзь · e4 чорний кінь · f4 білий слон · g4 білий король · f3 чорний пішак · h3 чорна тура · d2 чорний пішак · e2 біла тура · g2 біла тура · h2 чорний пішак · d1 чорний кінь · f1 чорний король · h1 чорний слон | f8 чорна тура · d4 чорний ферзь · e4 чорний кінь · f4 білий слон · g4 білий король · f3 чорний пішак · h3 чорна тура · d2 чорний пішак · e2 біла тура · g2 біла тура · h2 чорний пішак · d1 чорний кінь · f1 чорний король · h1 чорний слон | f8 чорна тура · d4 чорний ферзь · e4 чорний кінь · f4 білий слон · g4 білий король · f3 чорний пішак · h3 чорна тура · d2 чорний пішак · e2 біла тура · g2 біла тура · h2 чорний пішак · d1 чорний кінь · f1 чорний король · h1 чорний слон | f8 чорна тура · d4 чорний ферзь · e4 чорний кінь · f4 білий слон · g4 білий король · f3 чорний пішак · h3 чорна тура · d2 чорний пішак · e2 біла тура · g2 біла тура · h2 чорний пішак · d1 чорний кінь · f1 чорний король · h1 чорний слон | 2 |
| 1 | f8 чорна тура · d4 чорний ферзь · e4 чорний кінь · f4 білий слон · g4 білий король · f3 чорний пішак · h3 чорна тура · d2 чорний пішак · e2 біла тура · g2 біла тура · h2 чорний пішак · d1 чорний кінь · f1 чорний король · h1 чорний слон | f8 чорна тура · d4 чорний ферзь · e4 чорний кінь · f4 білий слон · g4 білий король · f3 чорний пішак · h3 чорна тура · d2 чорний пішак · e2 біла тура · g2 біла тура · h2 чорний пішак · d1 чорний кінь · f1 чорний король · h1 чорний слон | f8 чорна тура · d4 чорний ферзь · e4 чорний кінь · f4 білий слон · g4 білий король · f3 чорний пішак · h3 чорна тура · d2 чорний пішак · e2 біла тура · g2 біла тура · h2 чорний пішак · d1 чорний кінь · f1 чорний король · h1 чорний слон | f8 чорна тура · d4 чорний ферзь · e4 чорний кінь · f4 білий слон · g4 білий король · f3 чорний пішак · h3 чорна тура · d2 чорний пішак · e2 біла тура · g2 біла тура · h2 чорний пішак · d1 чорний кінь · f1 чорний король · h1 чорний слон | f8 чорна тура · d4 чорний ферзь · e4 чорний кінь · f4 білий слон · g4 білий король · f3 чорний пішак · h3 чорна тура · d2 чорний пішак · e2 біла тура · g2 біла тура · h2 чорний пішак · d1 чорний кінь · f1 чорний король · h1 чорний слон | f8 чорна тура · d4 чорний ферзь · e4 чорний кінь · f4 білий слон · g4 білий король · f3 чорний пішак · h3 чорна тура · d2 чорний пішак · e2 біла тура · g2 біла тура · h2 чорний пішак · d1 чорний кінь · f1 чорний король · h1 чорний слон | f8 чорна тура · d4 чорний ферзь · e4 чорний кінь · f4 білий слон · g4 білий король · f3 чорний пішак · h3 чорна тура · d2 чорний пішак · e2 біла тура · g2 біла тура · h2 чорний пішак · d1 чорний кінь · f1 чорний король · h1 чорний слон | f8 чорна тура · d4 чорний ферзь · e4 чорний кінь · f4 білий слон · g4 білий король · f3 чорний пішак · h3 чорна тура · d2 чорний пішак · e2 біла тура · g2 біла тура · h2 чорний пішак · d1 чорний кінь · f1 чорний король · h1 чорний слон | 1 |
|   | a | b | c | d | e | f | g | h |   |

FEN: 5r2/8/8/8/3qnBK1/5p1r/3pR1Rp/3n1k1b

2 Sol
I  1.fxe2 Bxh2 2.Rf2 Rg1# (MM)

II 1.fxg2 Bxd2 2.Rf2 Re1# (MM)
Тематичне поле біля чорного короля «f2» контролюється двома білими турами. Чорні на першому ході забирають білу туру, тим самим знімають один контроль з тематичного поля. Білий слон включає чорну туру, яка на другому ході блокує тематичне поле «f2». Білі використовують це блокування і на другому ході знімають другий контроль з тематичного поля оголошуючи мат чорному королю. Пройшла пряма форма теми. В другому рішенні повна аналогія. В обох рішеннях виражено буковинсько-прикарпатську тему. Крім цього в задачі виражено тему Зілахі.

В наступній задачі пряма форма виражена в інший спосіб. В початковій позиції кожне тематичне поле біля чорного короля крім контролю білою фігурою, ще і заблоковане чорною фігурою, тобто ці поля недоступні для чорного короля по двом причинам. В процесі гри чорні забирають контролюючу білу фігуру і розблоковують поле, тобто поле в кожному рішенні стає на деякий час для чорного короля вільне. А перед оголошенням мату чорні тематичне поле блокують.
|   | a | b | c | d | e | f | g | h |   |
| 8 | b8 білий кінь · a7 чорний пішак · a6 чорний кінь · a5 чорний король · a4 чорний пішак · b3 білий пішак · h3 біла тура · e2 білий король · a1 чорна тура | b8 білий кінь · a7 чорний пішак · a6 чорний кінь · a5 чорний король · a4 чорний пішак · b3 білий пішак · h3 біла тура · e2 білий король · a1 чорна тура | b8 білий кінь · a7 чорний пішак · a6 чорний кінь · a5 чорний король · a4 чорний пішак · b3 білий пішак · h3 біла тура · e2 білий король · a1 чорна тура | b8 білий кінь · a7 чорний пішак · a6 чорний кінь · a5 чорний король · a4 чорний пішак · b3 білий пішак · h3 біла тура · e2 білий король · a1 чорна тура | b8 білий кінь · a7 чорний пішак · a6 чорний кінь · a5 чорний король · a4 чорний пішак · b3 білий пішак · h3 біла тура · e2 білий король · a1 чорна тура | b8 білий кінь · a7 чорний пішак · a6 чорний кінь · a5 чорний король · a4 чорний пішак · b3 білий пішак · h3 біла тура · e2 білий король · a1 чорна тура | b8 білий кінь · a7 чорний пішак · a6 чорний кінь · a5 чорний король · a4 чорний пішак · b3 білий пішак · h3 біла тура · e2 білий король · a1 чорна тура | b8 білий кінь · a7 чорний пішак · a6 чорний кінь · a5 чорний король · a4 чорний пішак · b3 білий пішак · h3 біла тура · e2 білий король · a1 чорна тура | 8 |
| 7 | b8 білий кінь · a7 чорний пішак · a6 чорний кінь · a5 чорний король · a4 чорний пішак · b3 білий пішак · h3 біла тура · e2 білий король · a1 чорна тура | b8 білий кінь · a7 чорний пішак · a6 чорний кінь · a5 чорний король · a4 чорний пішак · b3 білий пішак · h3 біла тура · e2 білий король · a1 чорна тура | b8 білий кінь · a7 чорний пішак · a6 чорний кінь · a5 чорний король · a4 чорний пішак · b3 білий пішак · h3 біла тура · e2 білий король · a1 чорна тура | b8 білий кінь · a7 чорний пішак · a6 чорний кінь · a5 чорний король · a4 чорний пішак · b3 білий пішак · h3 біла тура · e2 білий король · a1 чорна тура | b8 білий кінь · a7 чорний пішак · a6 чорний кінь · a5 чорний король · a4 чорний пішак · b3 білий пішак · h3 біла тура · e2 білий король · a1 чорна тура | b8 білий кінь · a7 чорний пішак · a6 чорний кінь · a5 чорний король · a4 чорний пішак · b3 білий пішак · h3 біла тура · e2 білий король · a1 чорна тура | b8 білий кінь · a7 чорний пішак · a6 чорний кінь · a5 чорний король · a4 чорний пішак · b3 білий пішак · h3 біла тура · e2 білий король · a1 чорна тура | b8 білий кінь · a7 чорний пішак · a6 чорний кінь · a5 чорний король · a4 чорний пішак · b3 білий пішак · h3 біла тура · e2 білий король · a1 чорна тура | 7 |
| 6 | b8 білий кінь · a7 чорний пішак · a6 чорний кінь · a5 чорний король · a4 чорний пішак · b3 білий пішак · h3 біла тура · e2 білий король · a1 чорна тура | b8 білий кінь · a7 чорний пішак · a6 чорний кінь · a5 чорний король · a4 чорний пішак · b3 білий пішак · h3 біла тура · e2 білий король · a1 чорна тура | b8 білий кінь · a7 чорний пішак · a6 чорний кінь · a5 чорний король · a4 чорний пішак · b3 білий пішак · h3 біла тура · e2 білий король · a1 чорна тура | b8 білий кінь · a7 чорний пішак · a6 чорний кінь · a5 чорний король · a4 чорний пішак · b3 білий пішак · h3 біла тура · e2 білий король · a1 чорна тура | b8 білий кінь · a7 чорний пішак · a6 чорний кінь · a5 чорний король · a4 чорний пішак · b3 білий пішак · h3 біла тура · e2 білий король · a1 чорна тура | b8 білий кінь · a7 чорний пішак · a6 чорний кінь · a5 чорний король · a4 чорний пішак · b3 білий пішак · h3 біла тура · e2 білий король · a1 чорна тура | b8 білий кінь · a7 чорний пішак · a6 чорний кінь · a5 чорний король · a4 чорний пішак · b3 білий пішак · h3 біла тура · e2 білий король · a1 чорна тура | b8 білий кінь · a7 чорний пішак · a6 чорний кінь · a5 чорний король · a4 чорний пішак · b3 білий пішак · h3 біла тура · e2 білий король · a1 чорна тура | 6 |
| 5 | b8 білий кінь · a7 чорний пішак · a6 чорний кінь · a5 чорний король · a4 чорний пішак · b3 білий пішак · h3 біла тура · e2 білий король · a1 чорна тура | b8 білий кінь · a7 чорний пішак · a6 чорний кінь · a5 чорний король · a4 чорний пішак · b3 білий пішак · h3 біла тура · e2 білий король · a1 чорна тура | b8 білий кінь · a7 чорний пішак · a6 чорний кінь · a5 чорний король · a4 чорний пішак · b3 білий пішак · h3 біла тура · e2 білий король · a1 чорна тура | b8 білий кінь · a7 чорний пішак · a6 чорний кінь · a5 чорний король · a4 чорний пішак · b3 білий пішак · h3 біла тура · e2 білий король · a1 чорна тура | b8 білий кінь · a7 чорний пішак · a6 чорний кінь · a5 чорний король · a4 чорний пішак · b3 білий пішак · h3 біла тура · e2 білий король · a1 чорна тура | b8 білий кінь · a7 чорний пішак · a6 чорний кінь · a5 чорний король · a4 чорний пішак · b3 білий пішак · h3 біла тура · e2 білий король · a1 чорна тура | b8 білий кінь · a7 чорний пішак · a6 чорний кінь · a5 чорний король · a4 чорний пішак · b3 білий пішак · h3 біла тура · e2 білий король · a1 чорна тура | b8 білий кінь · a7 чорний пішак · a6 чорний кінь · a5 чорний король · a4 чорний пішак · b3 білий пішак · h3 біла тура · e2 білий король · a1 чорна тура | 5 |
| 4 | b8 білий кінь · a7 чорний пішак · a6 чорний кінь · a5 чорний король · a4 чорний пішак · b3 білий пішак · h3 біла тура · e2 білий король · a1 чорна тура | b8 білий кінь · a7 чорний пішак · a6 чорний кінь · a5 чорний король · a4 чорний пішак · b3 білий пішак · h3 біла тура · e2 білий король · a1 чорна тура | b8 білий кінь · a7 чорний пішак · a6 чорний кінь · a5 чорний король · a4 чорний пішак · b3 білий пішак · h3 біла тура · e2 білий король · a1 чорна тура | b8 білий кінь · a7 чорний пішак · a6 чорний кінь · a5 чорний король · a4 чорний пішак · b3 білий пішак · h3 біла тура · e2 білий король · a1 чорна тура | b8 білий кінь · a7 чорний пішак · a6 чорний кінь · a5 чорний король · a4 чорний пішак · b3 білий пішак · h3 біла тура · e2 білий король · a1 чорна тура | b8 білий кінь · a7 чорний пішак · a6 чорний кінь · a5 чорний король · a4 чорний пішак · b3 білий пішак · h3 біла тура · e2 білий король · a1 чорна тура | b8 білий кінь · a7 чорний пішак · a6 чорний кінь · a5 чорний король · a4 чорний пішак · b3 білий пішак · h3 біла тура · e2 білий король · a1 чорна тура | b8 білий кінь · a7 чорний пішак · a6 чорний кінь · a5 чорний король · a4 чорний пішак · b3 білий пішак · h3 біла тура · e2 білий король · a1 чорна тура | 4 |
| 3 | b8 білий кінь · a7 чорний пішак · a6 чорний кінь · a5 чорний король · a4 чорний пішак · b3 білий пішак · h3 біла тура · e2 білий король · a1 чорна тура | b8 білий кінь · a7 чорний пішак · a6 чорний кінь · a5 чорний король · a4 чорний пішак · b3 білий пішак · h3 біла тура · e2 білий король · a1 чорна тура | b8 білий кінь · a7 чорний пішак · a6 чорний кінь · a5 чорний король · a4 чорний пішак · b3 білий пішак · h3 біла тура · e2 білий король · a1 чорна тура | b8 білий кінь · a7 чорний пішак · a6 чорний кінь · a5 чорний король · a4 чорний пішак · b3 білий пішак · h3 біла тура · e2 білий король · a1 чорна тура | b8 білий кінь · a7 чорний пішак · a6 чорний кінь · a5 чорний король · a4 чорний пішак · b3 білий пішак · h3 біла тура · e2 білий король · a1 чорна тура | b8 білий кінь · a7 чорний пішак · a6 чорний кінь · a5 чорний король · a4 чорний пішак · b3 білий пішак · h3 біла тура · e2 білий король · a1 чорна тура | b8 білий кінь · a7 чорний пішак · a6 чорний кінь · a5 чорний король · a4 чорний пішак · b3 білий пішак · h3 біла тура · e2 білий король · a1 чорна тура | b8 білий кінь · a7 чорний пішак · a6 чорний кінь · a5 чорний король · a4 чорний пішак · b3 білий пішак · h3 біла тура · e2 білий король · a1 чорна тура | 3 |
| 2 | b8 білий кінь · a7 чорний пішак · a6 чорний кінь · a5 чорний король · a4 чорний пішак · b3 білий пішак · h3 біла тура · e2 білий король · a1 чорна тура | b8 білий кінь · a7 чорний пішак · a6 чорний кінь · a5 чорний король · a4 чорний пішак · b3 білий пішак · h3 біла тура · e2 білий король · a1 чорна тура | b8 білий кінь · a7 чорний пішак · a6 чорний кінь · a5 чорний король · a4 чорний пішак · b3 білий пішак · h3 біла тура · e2 білий король · a1 чорна тура | b8 білий кінь · a7 чорний пішак · a6 чорний кінь · a5 чорний король · a4 чорний пішак · b3 білий пішак · h3 біла тура · e2 білий король · a1 чорна тура | b8 білий кінь · a7 чорний пішак · a6 чорний кінь · a5 чорний король · a4 чорний пішак · b3 білий пішак · h3 біла тура · e2 білий король · a1 чорна тура | b8 білий кінь · a7 чорний пішак · a6 чорний кінь · a5 чорний король · a4 чорний пішак · b3 білий пішак · h3 біла тура · e2 білий король · a1 чорна тура | b8 білий кінь · a7 чорний пішак · a6 чорний кінь · a5 чорний король · a4 чорний пішак · b3 білий пішак · h3 біла тура · e2 білий король · a1 чорна тура | b8 білий кінь · a7 чорний пішак · a6 чорний кінь · a5 чорний король · a4 чорний пішак · b3 білий пішак · h3 біла тура · e2 білий король · a1 чорна тура | 2 |
| 1 | b8 білий кінь · a7 чорний пішак · a6 чорний кінь · a5 чорний король · a4 чорний пішак · b3 білий пішак · h3 біла тура · e2 білий король · a1 чорна тура | b8 білий кінь · a7 чорний пішак · a6 чорний кінь · a5 чорний король · a4 чорний пішак · b3 білий пішак · h3 біла тура · e2 білий король · a1 чорна тура | b8 білий кінь · a7 чорний пішак · a6 чорний кінь · a5 чорний король · a4 чорний пішак · b3 білий пішак · h3 біла тура · e2 білий король · a1 чорна тура | b8 білий кінь · a7 чорний пішак · a6 чорний кінь · a5 чорний король · a4 чорний пішак · b3 білий пішак · h3 біла тура · e2 білий король · a1 чорна тура | b8 білий кінь · a7 чорний пішак · a6 чорний кінь · a5 чорний король · a4 чорний пішак · b3 білий пішак · h3 біла тура · e2 білий король · a1 чорна тура | b8 білий кінь · a7 чорний пішак · a6 чорний кінь · a5 чорний король · a4 чорний пішак · b3 білий пішак · h3 біла тура · e2 білий король · a1 чорна тура | b8 білий кінь · a7 чорний пішак · a6 чорний кінь · a5 чорний король · a4 чорний пішак · b3 білий пішак · h3 біла тура · e2 білий король · a1 чорна тура | b8 білий кінь · a7 чорний пішак · a6 чорний кінь · a5 чорний король · a4 чорний пішак · b3 білий пішак · h3 біла тура · e2 білий король · a1 чорна тура | 1 |
|   | a | b | c | d | e | f | g | h |   |

b) h3 → h8

a) 1. ab3  T:b3 2. Ta4 Sc6#
b) 1. S:b8 T:b8 2. a6 b4#
Кожне тематичне поле «a4» і «a6» в початковій позиції заблоковане чорною фігурою і контролюється білою, а саме одне білим пішаком, а друге білим конем. Тематичні поля недоступні для чорного короля із двох причин. Для вирішення задачі приходиться на деякий час до числа вільних біля чорного короля в початковій позиції полів ще й звільнити тематичне поле, що збільшує парадоксальність ходів рішення задачі. Перед оголошенням мату чорному королю тематичне поле знову стає заблоковане.
В цій задачі додатково виражена тема Зілахі.

### Подвоєна пряма форма
Якщо при вираженні теми поле біля чорного короля, яке є тематичним, недоступне для нього по трьох причинах, то в такій задачі є подвоєння парадоксу буковинсько-прикарпатської теми. В наступній задачі показано один із способів вираження подвоєної форми теми, коли тематичне поле контролюється трьома білими фігурами.
|   | a | b | c | d | e | f | g | h |   |
| 8 | d8 чорна тура · e8 чорний кінь · d7 чорний слон · f5 біла тура · c4 чорний пішак · e4 чорний король · d3 біла тура · e3 білий кінь · g3 білий пішак · a2 чорний ферзь · h1 білий король | d8 чорна тура · e8 чорний кінь · d7 чорний слон · f5 біла тура · c4 чорний пішак · e4 чорний король · d3 біла тура · e3 білий кінь · g3 білий пішак · a2 чорний ферзь · h1 білий король | d8 чорна тура · e8 чорний кінь · d7 чорний слон · f5 біла тура · c4 чорний пішак · e4 чорний король · d3 біла тура · e3 білий кінь · g3 білий пішак · a2 чорний ферзь · h1 білий король | d8 чорна тура · e8 чорний кінь · d7 чорний слон · f5 біла тура · c4 чорний пішак · e4 чорний король · d3 біла тура · e3 білий кінь · g3 білий пішак · a2 чорний ферзь · h1 білий король | d8 чорна тура · e8 чорний кінь · d7 чорний слон · f5 біла тура · c4 чорний пішак · e4 чорний король · d3 біла тура · e3 білий кінь · g3 білий пішак · a2 чорний ферзь · h1 білий король | d8 чорна тура · e8 чорний кінь · d7 чорний слон · f5 біла тура · c4 чорний пішак · e4 чорний король · d3 біла тура · e3 білий кінь · g3 білий пішак · a2 чорний ферзь · h1 білий король | d8 чорна тура · e8 чорний кінь · d7 чорний слон · f5 біла тура · c4 чорний пішак · e4 чорний король · d3 біла тура · e3 білий кінь · g3 білий пішак · a2 чорний ферзь · h1 білий король | d8 чорна тура · e8 чорний кінь · d7 чорний слон · f5 біла тура · c4 чорний пішак · e4 чорний король · d3 біла тура · e3 білий кінь · g3 білий пішак · a2 чорний ферзь · h1 білий король | 8 |
| 7 | d8 чорна тура · e8 чорний кінь · d7 чорний слон · f5 біла тура · c4 чорний пішак · e4 чорний король · d3 біла тура · e3 білий кінь · g3 білий пішак · a2 чорний ферзь · h1 білий король | d8 чорна тура · e8 чорний кінь · d7 чорний слон · f5 біла тура · c4 чорний пішак · e4 чорний король · d3 біла тура · e3 білий кінь · g3 білий пішак · a2 чорний ферзь · h1 білий король | d8 чорна тура · e8 чорний кінь · d7 чорний слон · f5 біла тура · c4 чорний пішак · e4 чорний король · d3 біла тура · e3 білий кінь · g3 білий пішак · a2 чорний ферзь · h1 білий король | d8 чорна тура · e8 чорний кінь · d7 чорний слон · f5 біла тура · c4 чорний пішак · e4 чорний король · d3 біла тура · e3 білий кінь · g3 білий пішак · a2 чорний ферзь · h1 білий король | d8 чорна тура · e8 чорний кінь · d7 чорний слон · f5 біла тура · c4 чорний пішак · e4 чорний король · d3 біла тура · e3 білий кінь · g3 білий пішак · a2 чорний ферзь · h1 білий король | d8 чорна тура · e8 чорний кінь · d7 чорний слон · f5 біла тура · c4 чорний пішак · e4 чорний король · d3 біла тура · e3 білий кінь · g3 білий пішак · a2 чорний ферзь · h1 білий король | d8 чорна тура · e8 чорний кінь · d7 чорний слон · f5 біла тура · c4 чорний пішак · e4 чорний король · d3 біла тура · e3 білий кінь · g3 білий пішак · a2 чорний ферзь · h1 білий король | d8 чорна тура · e8 чорний кінь · d7 чорний слон · f5 біла тура · c4 чорний пішак · e4 чорний король · d3 біла тура · e3 білий кінь · g3 білий пішак · a2 чорний ферзь · h1 білий король | 7 |
| 6 | d8 чорна тура · e8 чорний кінь · d7 чорний слон · f5 біла тура · c4 чорний пішак · e4 чорний король · d3 біла тура · e3 білий кінь · g3 білий пішак · a2 чорний ферзь · h1 білий король | d8 чорна тура · e8 чорний кінь · d7 чорний слон · f5 біла тура · c4 чорний пішак · e4 чорний король · d3 біла тура · e3 білий кінь · g3 білий пішак · a2 чорний ферзь · h1 білий король | d8 чорна тура · e8 чорний кінь · d7 чорний слон · f5 біла тура · c4 чорний пішак · e4 чорний король · d3 біла тура · e3 білий кінь · g3 білий пішак · a2 чорний ферзь · h1 білий король | d8 чорна тура · e8 чорний кінь · d7 чорний слон · f5 біла тура · c4 чорний пішак · e4 чорний король · d3 біла тура · e3 білий кінь · g3 білий пішак · a2 чорний ферзь · h1 білий король | d8 чорна тура · e8 чорний кінь · d7 чорний слон · f5 біла тура · c4 чорний пішак · e4 чорний король · d3 біла тура · e3 білий кінь · g3 білий пішак · a2 чорний ферзь · h1 білий король | d8 чорна тура · e8 чорний кінь · d7 чорний слон · f5 біла тура · c4 чорний пішак · e4 чорний король · d3 біла тура · e3 білий кінь · g3 білий пішак · a2 чорний ферзь · h1 білий король | d8 чорна тура · e8 чорний кінь · d7 чорний слон · f5 біла тура · c4 чорний пішак · e4 чорний король · d3 біла тура · e3 білий кінь · g3 білий пішак · a2 чорний ферзь · h1 білий король | d8 чорна тура · e8 чорний кінь · d7 чорний слон · f5 біла тура · c4 чорний пішак · e4 чорний король · d3 біла тура · e3 білий кінь · g3 білий пішак · a2 чорний ферзь · h1 білий король | 6 |
| 5 | d8 чорна тура · e8 чорний кінь · d7 чорний слон · f5 біла тура · c4 чорний пішак · e4 чорний король · d3 біла тура · e3 білий кінь · g3 білий пішак · a2 чорний ферзь · h1 білий король | d8 чорна тура · e8 чорний кінь · d7 чорний слон · f5 біла тура · c4 чорний пішак · e4 чорний король · d3 біла тура · e3 білий кінь · g3 білий пішак · a2 чорний ферзь · h1 білий король | d8 чорна тура · e8 чорний кінь · d7 чорний слон · f5 біла тура · c4 чорний пішак · e4 чорний король · d3 біла тура · e3 білий кінь · g3 білий пішак · a2 чорний ферзь · h1 білий король | d8 чорна тура · e8 чорний кінь · d7 чорний слон · f5 біла тура · c4 чорний пішак · e4 чорний король · d3 біла тура · e3 білий кінь · g3 білий пішак · a2 чорний ферзь · h1 білий король | d8 чорна тура · e8 чорний кінь · d7 чорний слон · f5 біла тура · c4 чорний пішак · e4 чорний король · d3 біла тура · e3 білий кінь · g3 білий пішак · a2 чорний ферзь · h1 білий король | d8 чорна тура · e8 чорний кінь · d7 чорний слон · f5 біла тура · c4 чорний пішак · e4 чорний король · d3 біла тура · e3 білий кінь · g3 білий пішак · a2 чорний ферзь · h1 білий король | d8 чорна тура · e8 чорний кінь · d7 чорний слон · f5 біла тура · c4 чорний пішак · e4 чорний король · d3 біла тура · e3 білий кінь · g3 білий пішак · a2 чорний ферзь · h1 білий король | d8 чорна тура · e8 чорний кінь · d7 чорний слон · f5 біла тура · c4 чорний пішак · e4 чорний король · d3 біла тура · e3 білий кінь · g3 білий пішак · a2 чорний ферзь · h1 білий король | 5 |
| 4 | d8 чорна тура · e8 чорний кінь · d7 чорний слон · f5 біла тура · c4 чорний пішак · e4 чорний король · d3 біла тура · e3 білий кінь · g3 білий пішак · a2 чорний ферзь · h1 білий король | d8 чорна тура · e8 чорний кінь · d7 чорний слон · f5 біла тура · c4 чорний пішак · e4 чорний король · d3 біла тура · e3 білий кінь · g3 білий пішак · a2 чорний ферзь · h1 білий король | d8 чорна тура · e8 чорний кінь · d7 чорний слон · f5 біла тура · c4 чорний пішак · e4 чорний король · d3 біла тура · e3 білий кінь · g3 білий пішак · a2 чорний ферзь · h1 білий король | d8 чорна тура · e8 чорний кінь · d7 чорний слон · f5 біла тура · c4 чорний пішак · e4 чорний король · d3 біла тура · e3 білий кінь · g3 білий пішак · a2 чорний ферзь · h1 білий король | d8 чорна тура · e8 чорний кінь · d7 чорний слон · f5 біла тура · c4 чорний пішак · e4 чорний король · d3 біла тура · e3 білий кінь · g3 білий пішак · a2 чорний ферзь · h1 білий король | d8 чорна тура · e8 чорний кінь · d7 чорний слон · f5 біла тура · c4 чорний пішак · e4 чорний король · d3 біла тура · e3 білий кінь · g3 білий пішак · a2 чорний ферзь · h1 білий король | d8 чорна тура · e8 чорний кінь · d7 чорний слон · f5 біла тура · c4 чорний пішак · e4 чорний король · d3 біла тура · e3 білий кінь · g3 білий пішак · a2 чорний ферзь · h1 білий король | d8 чорна тура · e8 чорний кінь · d7 чорний слон · f5 біла тура · c4 чорний пішак · e4 чорний король · d3 біла тура · e3 білий кінь · g3 білий пішак · a2 чорний ферзь · h1 білий король | 4 |
| 3 | d8 чорна тура · e8 чорний кінь · d7 чорний слон · f5 біла тура · c4 чорний пішак · e4 чорний король · d3 біла тура · e3 білий кінь · g3 білий пішак · a2 чорний ферзь · h1 білий король | d8 чорна тура · e8 чорний кінь · d7 чорний слон · f5 біла тура · c4 чорний пішак · e4 чорний король · d3 біла тура · e3 білий кінь · g3 білий пішак · a2 чорний ферзь · h1 білий король | d8 чорна тура · e8 чорний кінь · d7 чорний слон · f5 біла тура · c4 чорний пішак · e4 чорний король · d3 біла тура · e3 білий кінь · g3 білий пішак · a2 чорний ферзь · h1 білий король | d8 чорна тура · e8 чорний кінь · d7 чорний слон · f5 біла тура · c4 чорний пішак · e4 чорний король · d3 біла тура · e3 білий кінь · g3 білий пішак · a2 чорний ферзь · h1 білий король | d8 чорна тура · e8 чорний кінь · d7 чорний слон · f5 біла тура · c4 чорний пішак · e4 чорний король · d3 біла тура · e3 білий кінь · g3 білий пішак · a2 чорний ферзь · h1 білий король | d8 чорна тура · e8 чорний кінь · d7 чорний слон · f5 біла тура · c4 чорний пішак · e4 чорний король · d3 біла тура · e3 білий кінь · g3 білий пішак · a2 чорний ферзь · h1 білий король | d8 чорна тура · e8 чорний кінь · d7 чорний слон · f5 біла тура · c4 чорний пішак · e4 чорний король · d3 біла тура · e3 білий кінь · g3 білий пішак · a2 чорний ферзь · h1 білий король | d8 чорна тура · e8 чорний кінь · d7 чорний слон · f5 біла тура · c4 чорний пішак · e4 чорний король · d3 біла тура · e3 білий кінь · g3 білий пішак · a2 чорний ферзь · h1 білий король | 3 |
| 2 | d8 чорна тура · e8 чорний кінь · d7 чорний слон · f5 біла тура · c4 чорний пішак · e4 чорний король · d3 біла тура · e3 білий кінь · g3 білий пішак · a2 чорний ферзь · h1 білий король | d8 чорна тура · e8 чорний кінь · d7 чорний слон · f5 біла тура · c4 чорний пішак · e4 чорний король · d3 біла тура · e3 білий кінь · g3 білий пішак · a2 чорний ферзь · h1 білий король | d8 чорна тура · e8 чорний кінь · d7 чорний слон · f5 біла тура · c4 чорний пішак · e4 чорний король · d3 біла тура · e3 білий кінь · g3 білий пішак · a2 чорний ферзь · h1 білий король | d8 чорна тура · e8 чорний кінь · d7 чорний слон · f5 біла тура · c4 чорний пішак · e4 чорний король · d3 біла тура · e3 білий кінь · g3 білий пішак · a2 чорний ферзь · h1 білий король | d8 чорна тура · e8 чорний кінь · d7 чорний слон · f5 біла тура · c4 чорний пішак · e4 чорний король · d3 біла тура · e3 білий кінь · g3 білий пішак · a2 чорний ферзь · h1 білий король | d8 чорна тура · e8 чорний кінь · d7 чорний слон · f5 біла тура · c4 чорний пішак · e4 чорний король · d3 біла тура · e3 білий кінь · g3 білий пішак · a2 чорний ферзь · h1 білий король | d8 чорна тура · e8 чорний кінь · d7 чорний слон · f5 біла тура · c4 чорний пішак · e4 чорний король · d3 біла тура · e3 білий кінь · g3 білий пішак · a2 чорний ферзь · h1 білий король | d8 чорна тура · e8 чорний кінь · d7 чорний слон · f5 біла тура · c4 чорний пішак · e4 чорний король · d3 біла тура · e3 білий кінь · g3 білий пішак · a2 чорний ферзь · h1 білий король | 2 |
| 1 | d8 чорна тура · e8 чорний кінь · d7 чорний слон · f5 біла тура · c4 чорний пішак · e4 чорний король · d3 біла тура · e3 білий кінь · g3 білий пішак · a2 чорний ферзь · h1 білий король | d8 чорна тура · e8 чорний кінь · d7 чорний слон · f5 біла тура · c4 чорний пішак · e4 чорний король · d3 біла тура · e3 білий кінь · g3 білий пішак · a2 чорний ферзь · h1 білий король | d8 чорна тура · e8 чорний кінь · d7 чорний слон · f5 біла тура · c4 чорний пішак · e4 чорний король · d3 біла тура · e3 білий кінь · g3 білий пішак · a2 чорний ферзь · h1 білий король | d8 чорна тура · e8 чорний кінь · d7 чорний слон · f5 біла тура · c4 чорний пішак · e4 чорний король · d3 біла тура · e3 білий кінь · g3 білий пішак · a2 чорний ферзь · h1 білий король | d8 чорна тура · e8 чорний кінь · d7 чорний слон · f5 біла тура · c4 чорний пішак · e4 чорний король · d3 біла тура · e3 білий кінь · g3 білий пішак · a2 чорний ферзь · h1 білий король | d8 чорна тура · e8 чорний кінь · d7 чорний слон · f5 біла тура · c4 чорний пішак · e4 чорний король · d3 біла тура · e3 білий кінь · g3 білий пішак · a2 чорний ферзь · h1 білий король | d8 чорна тура · e8 чорний кінь · d7 чорний слон · f5 біла тура · c4 чорний пішак · e4 чорний король · d3 біла тура · e3 білий кінь · g3 білий пішак · a2 чорний ферзь · h1 білий король | d8 чорна тура · e8 чорний кінь · d7 чорний слон · f5 біла тура · c4 чорний пішак · e4 чорний король · d3 біла тура · e3 білий кінь · g3 білий пішак · a2 чорний ферзь · h1 білий король | 1 |
|   | a | b | c | d | e | f | g | h |   |

2 Sol

I  1. dc3 Sg4  2. Dd5 Tf4#
II 1. L:f5 Sc2 2.Td5 Te3#
Тематичне поле «d5» контролюється трьома білими фігурами. До розв'язку веде взяття чорними однієї з незахищених білих тур, після цього білий кінь підхоплює поля біля коро-ля, знявши при цьому другий контроль з поля "d5". На другому ході білі остаточно втрачають третій за рахунком  контроль над ключовим полем, але мат буде оголошений, оскільки чорні це поле на цьому ході блокують. У другій фазі повна аналогія рішення. Задача доповнена темою Зілахі.

В наступній задачі показано ще один спосіб вираження подвоєної форми теми, коли тематичне поле заблоковане чорною фігурою і контролюється двома білими фігурами.
|   | a | b | c | d | e | f | g | h |   |
| 8 | c7 чорний пішак · e6 білий пішак · f6 чорний пішак · g6 чорний пішак · a5 біла тура · c5 білий кінь · e5 чорний слон · f5 чорний король · e4 чорний кінь · g4 чорний слон · f3 чорна тура · d2 білий кінь · e2 білий король · c1 білий слон | c7 чорний пішак · e6 білий пішак · f6 чорний пішак · g6 чорний пішак · a5 біла тура · c5 білий кінь · e5 чорний слон · f5 чорний король · e4 чорний кінь · g4 чорний слон · f3 чорна тура · d2 білий кінь · e2 білий король · c1 білий слон | c7 чорний пішак · e6 білий пішак · f6 чорний пішак · g6 чорний пішак · a5 біла тура · c5 білий кінь · e5 чорний слон · f5 чорний король · e4 чорний кінь · g4 чорний слон · f3 чорна тура · d2 білий кінь · e2 білий король · c1 білий слон | c7 чорний пішак · e6 білий пішак · f6 чорний пішак · g6 чорний пішак · a5 біла тура · c5 білий кінь · e5 чорний слон · f5 чорний король · e4 чорний кінь · g4 чорний слон · f3 чорна тура · d2 білий кінь · e2 білий король · c1 білий слон | c7 чорний пішак · e6 білий пішак · f6 чорний пішак · g6 чорний пішак · a5 біла тура · c5 білий кінь · e5 чорний слон · f5 чорний король · e4 чорний кінь · g4 чорний слон · f3 чорна тура · d2 білий кінь · e2 білий король · c1 білий слон | c7 чорний пішак · e6 білий пішак · f6 чорний пішак · g6 чорний пішак · a5 біла тура · c5 білий кінь · e5 чорний слон · f5 чорний король · e4 чорний кінь · g4 чорний слон · f3 чорна тура · d2 білий кінь · e2 білий король · c1 білий слон | c7 чорний пішак · e6 білий пішак · f6 чорний пішак · g6 чорний пішак · a5 біла тура · c5 білий кінь · e5 чорний слон · f5 чорний король · e4 чорний кінь · g4 чорний слон · f3 чорна тура · d2 білий кінь · e2 білий король · c1 білий слон | c7 чорний пішак · e6 білий пішак · f6 чорний пішак · g6 чорний пішак · a5 біла тура · c5 білий кінь · e5 чорний слон · f5 чорний король · e4 чорний кінь · g4 чорний слон · f3 чорна тура · d2 білий кінь · e2 білий король · c1 білий слон | 8 |
| 7 | c7 чорний пішак · e6 білий пішак · f6 чорний пішак · g6 чорний пішак · a5 біла тура · c5 білий кінь · e5 чорний слон · f5 чорний король · e4 чорний кінь · g4 чорний слон · f3 чорна тура · d2 білий кінь · e2 білий король · c1 білий слон | c7 чорний пішак · e6 білий пішак · f6 чорний пішак · g6 чорний пішак · a5 біла тура · c5 білий кінь · e5 чорний слон · f5 чорний король · e4 чорний кінь · g4 чорний слон · f3 чорна тура · d2 білий кінь · e2 білий король · c1 білий слон | c7 чорний пішак · e6 білий пішак · f6 чорний пішак · g6 чорний пішак · a5 біла тура · c5 білий кінь · e5 чорний слон · f5 чорний король · e4 чорний кінь · g4 чорний слон · f3 чорна тура · d2 білий кінь · e2 білий король · c1 білий слон | c7 чорний пішак · e6 білий пішак · f6 чорний пішак · g6 чорний пішак · a5 біла тура · c5 білий кінь · e5 чорний слон · f5 чорний король · e4 чорний кінь · g4 чорний слон · f3 чорна тура · d2 білий кінь · e2 білий король · c1 білий слон | c7 чорний пішак · e6 білий пішак · f6 чорний пішак · g6 чорний пішак · a5 біла тура · c5 білий кінь · e5 чорний слон · f5 чорний король · e4 чорний кінь · g4 чорний слон · f3 чорна тура · d2 білий кінь · e2 білий король · c1 білий слон | c7 чорний пішак · e6 білий пішак · f6 чорний пішак · g6 чорний пішак · a5 біла тура · c5 білий кінь · e5 чорний слон · f5 чорний король · e4 чорний кінь · g4 чорний слон · f3 чорна тура · d2 білий кінь · e2 білий король · c1 білий слон | c7 чорний пішак · e6 білий пішак · f6 чорний пішак · g6 чорний пішак · a5 біла тура · c5 білий кінь · e5 чорний слон · f5 чорний король · e4 чорний кінь · g4 чорний слон · f3 чорна тура · d2 білий кінь · e2 білий король · c1 білий слон | c7 чорний пішак · e6 білий пішак · f6 чорний пішак · g6 чорний пішак · a5 біла тура · c5 білий кінь · e5 чорний слон · f5 чорний король · e4 чорний кінь · g4 чорний слон · f3 чорна тура · d2 білий кінь · e2 білий король · c1 білий слон | 7 |
| 6 | c7 чорний пішак · e6 білий пішак · f6 чорний пішак · g6 чорний пішак · a5 біла тура · c5 білий кінь · e5 чорний слон · f5 чорний король · e4 чорний кінь · g4 чорний слон · f3 чорна тура · d2 білий кінь · e2 білий король · c1 білий слон | c7 чорний пішак · e6 білий пішак · f6 чорний пішак · g6 чорний пішак · a5 біла тура · c5 білий кінь · e5 чорний слон · f5 чорний король · e4 чорний кінь · g4 чорний слон · f3 чорна тура · d2 білий кінь · e2 білий король · c1 білий слон | c7 чорний пішак · e6 білий пішак · f6 чорний пішак · g6 чорний пішак · a5 біла тура · c5 білий кінь · e5 чорний слон · f5 чорний король · e4 чорний кінь · g4 чорний слон · f3 чорна тура · d2 білий кінь · e2 білий король · c1 білий слон | c7 чорний пішак · e6 білий пішак · f6 чорний пішак · g6 чорний пішак · a5 біла тура · c5 білий кінь · e5 чорний слон · f5 чорний король · e4 чорний кінь · g4 чорний слон · f3 чорна тура · d2 білий кінь · e2 білий король · c1 білий слон | c7 чорний пішак · e6 білий пішак · f6 чорний пішак · g6 чорний пішак · a5 біла тура · c5 білий кінь · e5 чорний слон · f5 чорний король · e4 чорний кінь · g4 чорний слон · f3 чорна тура · d2 білий кінь · e2 білий король · c1 білий слон | c7 чорний пішак · e6 білий пішак · f6 чорний пішак · g6 чорний пішак · a5 біла тура · c5 білий кінь · e5 чорний слон · f5 чорний король · e4 чорний кінь · g4 чорний слон · f3 чорна тура · d2 білий кінь · e2 білий король · c1 білий слон | c7 чорний пішак · e6 білий пішак · f6 чорний пішак · g6 чорний пішак · a5 біла тура · c5 білий кінь · e5 чорний слон · f5 чорний король · e4 чорний кінь · g4 чорний слон · f3 чорна тура · d2 білий кінь · e2 білий король · c1 білий слон | c7 чорний пішак · e6 білий пішак · f6 чорний пішак · g6 чорний пішак · a5 біла тура · c5 білий кінь · e5 чорний слон · f5 чорний король · e4 чорний кінь · g4 чорний слон · f3 чорна тура · d2 білий кінь · e2 білий король · c1 білий слон | 6 |
| 5 | c7 чорний пішак · e6 білий пішак · f6 чорний пішак · g6 чорний пішак · a5 біла тура · c5 білий кінь · e5 чорний слон · f5 чорний король · e4 чорний кінь · g4 чорний слон · f3 чорна тура · d2 білий кінь · e2 білий король · c1 білий слон | c7 чорний пішак · e6 білий пішак · f6 чорний пішак · g6 чорний пішак · a5 біла тура · c5 білий кінь · e5 чорний слон · f5 чорний король · e4 чорний кінь · g4 чорний слон · f3 чорна тура · d2 білий кінь · e2 білий король · c1 білий слон | c7 чорний пішак · e6 білий пішак · f6 чорний пішак · g6 чорний пішак · a5 біла тура · c5 білий кінь · e5 чорний слон · f5 чорний король · e4 чорний кінь · g4 чорний слон · f3 чорна тура · d2 білий кінь · e2 білий король · c1 білий слон | c7 чорний пішак · e6 білий пішак · f6 чорний пішак · g6 чорний пішак · a5 біла тура · c5 білий кінь · e5 чорний слон · f5 чорний король · e4 чорний кінь · g4 чорний слон · f3 чорна тура · d2 білий кінь · e2 білий король · c1 білий слон | c7 чорний пішак · e6 білий пішак · f6 чорний пішак · g6 чорний пішак · a5 біла тура · c5 білий кінь · e5 чорний слон · f5 чорний король · e4 чорний кінь · g4 чорний слон · f3 чорна тура · d2 білий кінь · e2 білий король · c1 білий слон | c7 чорний пішак · e6 білий пішак · f6 чорний пішак · g6 чорний пішак · a5 біла тура · c5 білий кінь · e5 чорний слон · f5 чорний король · e4 чорний кінь · g4 чорний слон · f3 чорна тура · d2 білий кінь · e2 білий король · c1 білий слон | c7 чорний пішак · e6 білий пішак · f6 чорний пішак · g6 чорний пішак · a5 біла тура · c5 білий кінь · e5 чорний слон · f5 чорний король · e4 чорний кінь · g4 чорний слон · f3 чорна тура · d2 білий кінь · e2 білий король · c1 білий слон | c7 чорний пішак · e6 білий пішак · f6 чорний пішак · g6 чорний пішак · a5 біла тура · c5 білий кінь · e5 чорний слон · f5 чорний король · e4 чорний кінь · g4 чорний слон · f3 чорна тура · d2 білий кінь · e2 білий король · c1 білий слон | 5 |
| 4 | c7 чорний пішак · e6 білий пішак · f6 чорний пішак · g6 чорний пішак · a5 біла тура · c5 білий кінь · e5 чорний слон · f5 чорний король · e4 чорний кінь · g4 чорний слон · f3 чорна тура · d2 білий кінь · e2 білий король · c1 білий слон | c7 чорний пішак · e6 білий пішак · f6 чорний пішак · g6 чорний пішак · a5 біла тура · c5 білий кінь · e5 чорний слон · f5 чорний король · e4 чорний кінь · g4 чорний слон · f3 чорна тура · d2 білий кінь · e2 білий король · c1 білий слон | c7 чорний пішак · e6 білий пішак · f6 чорний пішак · g6 чорний пішак · a5 біла тура · c5 білий кінь · e5 чорний слон · f5 чорний король · e4 чорний кінь · g4 чорний слон · f3 чорна тура · d2 білий кінь · e2 білий король · c1 білий слон | c7 чорний пішак · e6 білий пішак · f6 чорний пішак · g6 чорний пішак · a5 біла тура · c5 білий кінь · e5 чорний слон · f5 чорний король · e4 чорний кінь · g4 чорний слон · f3 чорна тура · d2 білий кінь · e2 білий король · c1 білий слон | c7 чорний пішак · e6 білий пішак · f6 чорний пішак · g6 чорний пішак · a5 біла тура · c5 білий кінь · e5 чорний слон · f5 чорний король · e4 чорний кінь · g4 чорний слон · f3 чорна тура · d2 білий кінь · e2 білий король · c1 білий слон | c7 чорний пішак · e6 білий пішак · f6 чорний пішак · g6 чорний пішак · a5 біла тура · c5 білий кінь · e5 чорний слон · f5 чорний король · e4 чорний кінь · g4 чорний слон · f3 чорна тура · d2 білий кінь · e2 білий король · c1 білий слон | c7 чорний пішак · e6 білий пішак · f6 чорний пішак · g6 чорний пішак · a5 біла тура · c5 білий кінь · e5 чорний слон · f5 чорний король · e4 чорний кінь · g4 чорний слон · f3 чорна тура · d2 білий кінь · e2 білий король · c1 білий слон | c7 чорний пішак · e6 білий пішак · f6 чорний пішак · g6 чорний пішак · a5 біла тура · c5 білий кінь · e5 чорний слон · f5 чорний король · e4 чорний кінь · g4 чорний слон · f3 чорна тура · d2 білий кінь · e2 білий король · c1 білий слон | 4 |
| 3 | c7 чорний пішак · e6 білий пішак · f6 чорний пішак · g6 чорний пішак · a5 біла тура · c5 білий кінь · e5 чорний слон · f5 чорний король · e4 чорний кінь · g4 чорний слон · f3 чорна тура · d2 білий кінь · e2 білий король · c1 білий слон | c7 чорний пішак · e6 білий пішак · f6 чорний пішак · g6 чорний пішак · a5 біла тура · c5 білий кінь · e5 чорний слон · f5 чорний король · e4 чорний кінь · g4 чорний слон · f3 чорна тура · d2 білий кінь · e2 білий король · c1 білий слон | c7 чорний пішак · e6 білий пішак · f6 чорний пішак · g6 чорний пішак · a5 біла тура · c5 білий кінь · e5 чорний слон · f5 чорний король · e4 чорний кінь · g4 чорний слон · f3 чорна тура · d2 білий кінь · e2 білий король · c1 білий слон | c7 чорний пішак · e6 білий пішак · f6 чорний пішак · g6 чорний пішак · a5 біла тура · c5 білий кінь · e5 чорний слон · f5 чорний король · e4 чорний кінь · g4 чорний слон · f3 чорна тура · d2 білий кінь · e2 білий король · c1 білий слон | c7 чорний пішак · e6 білий пішак · f6 чорний пішак · g6 чорний пішак · a5 біла тура · c5 білий кінь · e5 чорний слон · f5 чорний король · e4 чорний кінь · g4 чорний слон · f3 чорна тура · d2 білий кінь · e2 білий король · c1 білий слон | c7 чорний пішак · e6 білий пішак · f6 чорний пішак · g6 чорний пішак · a5 біла тура · c5 білий кінь · e5 чорний слон · f5 чорний король · e4 чорний кінь · g4 чорний слон · f3 чорна тура · d2 білий кінь · e2 білий король · c1 білий слон | c7 чорний пішак · e6 білий пішак · f6 чорний пішак · g6 чорний пішак · a5 біла тура · c5 білий кінь · e5 чорний слон · f5 чорний король · e4 чорний кінь · g4 чорний слон · f3 чорна тура · d2 білий кінь · e2 білий король · c1 білий слон | c7 чорний пішак · e6 білий пішак · f6 чорний пішак · g6 чорний пішак · a5 біла тура · c5 білий кінь · e5 чорний слон · f5 чорний король · e4 чорний кінь · g4 чорний слон · f3 чорна тура · d2 білий кінь · e2 білий король · c1 білий слон | 3 |
| 2 | c7 чорний пішак · e6 білий пішак · f6 чорний пішак · g6 чорний пішак · a5 біла тура · c5 білий кінь · e5 чорний слон · f5 чорний король · e4 чорний кінь · g4 чорний слон · f3 чорна тура · d2 білий кінь · e2 білий король · c1 білий слон | c7 чорний пішак · e6 білий пішак · f6 чорний пішак · g6 чорний пішак · a5 біла тура · c5 білий кінь · e5 чорний слон · f5 чорний король · e4 чорний кінь · g4 чорний слон · f3 чорна тура · d2 білий кінь · e2 білий король · c1 білий слон | c7 чорний пішак · e6 білий пішак · f6 чорний пішак · g6 чорний пішак · a5 біла тура · c5 білий кінь · e5 чорний слон · f5 чорний король · e4 чорний кінь · g4 чорний слон · f3 чорна тура · d2 білий кінь · e2 білий король · c1 білий слон | c7 чорний пішак · e6 білий пішак · f6 чорний пішак · g6 чорний пішак · a5 біла тура · c5 білий кінь · e5 чорний слон · f5 чорний король · e4 чорний кінь · g4 чорний слон · f3 чорна тура · d2 білий кінь · e2 білий король · c1 білий слон | c7 чорний пішак · e6 білий пішак · f6 чорний пішак · g6 чорний пішак · a5 біла тура · c5 білий кінь · e5 чорний слон · f5 чорний король · e4 чорний кінь · g4 чорний слон · f3 чорна тура · d2 білий кінь · e2 білий король · c1 білий слон | c7 чорний пішак · e6 білий пішак · f6 чорний пішак · g6 чорний пішак · a5 біла тура · c5 білий кінь · e5 чорний слон · f5 чорний король · e4 чорний кінь · g4 чорний слон · f3 чорна тура · d2 білий кінь · e2 білий король · c1 білий слон | c7 чорний пішак · e6 білий пішак · f6 чорний пішак · g6 чорний пішак · a5 біла тура · c5 білий кінь · e5 чорний слон · f5 чорний король · e4 чорний кінь · g4 чорний слон · f3 чорна тура · d2 білий кінь · e2 білий король · c1 білий слон | c7 чорний пішак · e6 білий пішак · f6 чорний пішак · g6 чорний пішак · a5 біла тура · c5 білий кінь · e5 чорний слон · f5 чорний король · e4 чорний кінь · g4 чорний слон · f3 чорна тура · d2 білий кінь · e2 білий король · c1 білий слон | 2 |
| 1 | c7 чорний пішак · e6 білий пішак · f6 чорний пішак · g6 чорний пішак · a5 біла тура · c5 білий кінь · e5 чорний слон · f5 чорний король · e4 чорний кінь · g4 чорний слон · f3 чорна тура · d2 білий кінь · e2 білий король · c1 білий слон | c7 чорний пішак · e6 білий пішак · f6 чорний пішак · g6 чорний пішак · a5 біла тура · c5 білий кінь · e5 чорний слон · f5 чорний король · e4 чорний кінь · g4 чорний слон · f3 чорна тура · d2 білий кінь · e2 білий король · c1 білий слон | c7 чорний пішак · e6 білий пішак · f6 чорний пішак · g6 чорний пішак · a5 біла тура · c5 білий кінь · e5 чорний слон · f5 чорний король · e4 чорний кінь · g4 чорний слон · f3 чорна тура · d2 білий кінь · e2 білий король · c1 білий слон | c7 чорний пішак · e6 білий пішак · f6 чорний пішак · g6 чорний пішак · a5 біла тура · c5 білий кінь · e5 чорний слон · f5 чорний король · e4 чорний кінь · g4 чорний слон · f3 чорна тура · d2 білий кінь · e2 білий король · c1 білий слон | c7 чорний пішак · e6 білий пішак · f6 чорний пішак · g6 чорний пішак · a5 біла тура · c5 білий кінь · e5 чорний слон · f5 чорний король · e4 чорний кінь · g4 чорний слон · f3 чорна тура · d2 білий кінь · e2 білий король · c1 білий слон | c7 чорний пішак · e6 білий пішак · f6 чорний пішак · g6 чорний пішак · a5 біла тура · c5 білий кінь · e5 чорний слон · f5 чорний король · e4 чорний кінь · g4 чорний слон · f3 чорна тура · d2 білий кінь · e2 білий король · c1 білий слон | c7 чорний пішак · e6 білий пішак · f6 чорний пішак · g6 чорний пішак · a5 біла тура · c5 білий кінь · e5 чорний слон · f5 чорний король · e4 чорний кінь · g4 чорний слон · f3 чорна тура · d2 білий кінь · e2 білий король · c1 білий слон | c7 чорний пішак · e6 білий пішак · f6 чорний пішак · g6 чорний пішак · a5 біла тура · c5 білий кінь · e5 чорний слон · f5 чорний король · e4 чорний кінь · g4 чорний слон · f3 чорна тура · d2 білий кінь · e2 білий король · c1 білий слон | 1 |
|   | a | b | c | d | e | f | g | h |   |

2 Sol

I  1. Se4:d2 Scb3 2. Se4 Sd4#
II 1. Se4:c5 Sdb3 2. Se4 Sd4#
Тематичне поле "e4" контролюють два білі коні та заблоковано чорним конем. В кожній фазі на першому ході чорний кінь забирає одного з білих коней, при цьому розблоковує тематичне поле. У свою чергу другий білий кінь знімає другий удар з цього поля. Після повернення чорного коня на поле, яке тільки що покинув, це поле блокується і білі оголошують мат.У цій задачі додатково виражена  Залокоцького тема, тема Зілахі, включення, зв'язка, повернення фігур на попереднє поле.

### Зворотна форма
Ця форма є антиподом прямої форми. Тут набагато більший парадокс. В початковій позиції тематичне поле, або поля біля чорного короля є під контролем білих фігур, а чорні на першому ході це поле, чи поля ще і блокують своїми фігурами.
|   | a | b | c | d | e | f | g | h |   |
| 8 | c6 чорний ферзь · d6 білий слон · a5 чорний слон · h5 чорний слон · e4 чорний кінь · f4 чорна тура · e3 чорний пішак · e2 біла тура · g2 біла тура · h2 чорний пішак · b1 білий король · f1 чорний король | c6 чорний ферзь · d6 білий слон · a5 чорний слон · h5 чорний слон · e4 чорний кінь · f4 чорна тура · e3 чорний пішак · e2 біла тура · g2 біла тура · h2 чорний пішак · b1 білий король · f1 чорний король | c6 чорний ферзь · d6 білий слон · a5 чорний слон · h5 чорний слон · e4 чорний кінь · f4 чорна тура · e3 чорний пішак · e2 біла тура · g2 біла тура · h2 чорний пішак · b1 білий король · f1 чорний король | c6 чорний ферзь · d6 білий слон · a5 чорний слон · h5 чорний слон · e4 чорний кінь · f4 чорна тура · e3 чорний пішак · e2 біла тура · g2 біла тура · h2 чорний пішак · b1 білий король · f1 чорний король | c6 чорний ферзь · d6 білий слон · a5 чорний слон · h5 чорний слон · e4 чорний кінь · f4 чорна тура · e3 чорний пішак · e2 біла тура · g2 біла тура · h2 чорний пішак · b1 білий король · f1 чорний король | c6 чорний ферзь · d6 білий слон · a5 чорний слон · h5 чорний слон · e4 чорний кінь · f4 чорна тура · e3 чорний пішак · e2 біла тура · g2 біла тура · h2 чорний пішак · b1 білий король · f1 чорний король | c6 чорний ферзь · d6 білий слон · a5 чорний слон · h5 чорний слон · e4 чорний кінь · f4 чорна тура · e3 чорний пішак · e2 біла тура · g2 біла тура · h2 чорний пішак · b1 білий король · f1 чорний король | c6 чорний ферзь · d6 білий слон · a5 чорний слон · h5 чорний слон · e4 чорний кінь · f4 чорна тура · e3 чорний пішак · e2 біла тура · g2 біла тура · h2 чорний пішак · b1 білий король · f1 чорний король | 8 |
| 7 | c6 чорний ферзь · d6 білий слон · a5 чорний слон · h5 чорний слон · e4 чорний кінь · f4 чорна тура · e3 чорний пішак · e2 біла тура · g2 біла тура · h2 чорний пішак · b1 білий король · f1 чорний король | c6 чорний ферзь · d6 білий слон · a5 чорний слон · h5 чорний слон · e4 чорний кінь · f4 чорна тура · e3 чорний пішак · e2 біла тура · g2 біла тура · h2 чорний пішак · b1 білий король · f1 чорний король | c6 чорний ферзь · d6 білий слон · a5 чорний слон · h5 чорний слон · e4 чорний кінь · f4 чорна тура · e3 чорний пішак · e2 біла тура · g2 біла тура · h2 чорний пішак · b1 білий король · f1 чорний король | c6 чорний ферзь · d6 білий слон · a5 чорний слон · h5 чорний слон · e4 чорний кінь · f4 чорна тура · e3 чорний пішак · e2 біла тура · g2 біла тура · h2 чорний пішак · b1 білий король · f1 чорний король | c6 чорний ферзь · d6 білий слон · a5 чорний слон · h5 чорний слон · e4 чорний кінь · f4 чорна тура · e3 чорний пішак · e2 біла тура · g2 біла тура · h2 чорний пішак · b1 білий король · f1 чорний король | c6 чорний ферзь · d6 білий слон · a5 чорний слон · h5 чорний слон · e4 чорний кінь · f4 чорна тура · e3 чорний пішак · e2 біла тура · g2 біла тура · h2 чорний пішак · b1 білий король · f1 чорний король | c6 чорний ферзь · d6 білий слон · a5 чорний слон · h5 чорний слон · e4 чорний кінь · f4 чорна тура · e3 чорний пішак · e2 біла тура · g2 біла тура · h2 чорний пішак · b1 білий король · f1 чорний король | c6 чорний ферзь · d6 білий слон · a5 чорний слон · h5 чорний слон · e4 чорний кінь · f4 чорна тура · e3 чорний пішак · e2 біла тура · g2 біла тура · h2 чорний пішак · b1 білий король · f1 чорний король | 7 |
| 6 | c6 чорний ферзь · d6 білий слон · a5 чорний слон · h5 чорний слон · e4 чорний кінь · f4 чорна тура · e3 чорний пішак · e2 біла тура · g2 біла тура · h2 чорний пішак · b1 білий король · f1 чорний король | c6 чорний ферзь · d6 білий слон · a5 чорний слон · h5 чорний слон · e4 чорний кінь · f4 чорна тура · e3 чорний пішак · e2 біла тура · g2 біла тура · h2 чорний пішак · b1 білий король · f1 чорний король | c6 чорний ферзь · d6 білий слон · a5 чорний слон · h5 чорний слон · e4 чорний кінь · f4 чорна тура · e3 чорний пішак · e2 біла тура · g2 біла тура · h2 чорний пішак · b1 білий король · f1 чорний король | c6 чорний ферзь · d6 білий слон · a5 чорний слон · h5 чорний слон · e4 чорний кінь · f4 чорна тура · e3 чорний пішак · e2 біла тура · g2 біла тура · h2 чорний пішак · b1 білий король · f1 чорний король | c6 чорний ферзь · d6 білий слон · a5 чорний слон · h5 чорний слон · e4 чорний кінь · f4 чорна тура · e3 чорний пішак · e2 біла тура · g2 біла тура · h2 чорний пішак · b1 білий король · f1 чорний король | c6 чорний ферзь · d6 білий слон · a5 чорний слон · h5 чорний слон · e4 чорний кінь · f4 чорна тура · e3 чорний пішак · e2 біла тура · g2 біла тура · h2 чорний пішак · b1 білий король · f1 чорний король | c6 чорний ферзь · d6 білий слон · a5 чорний слон · h5 чорний слон · e4 чорний кінь · f4 чорна тура · e3 чорний пішак · e2 біла тура · g2 біла тура · h2 чорний пішак · b1 білий король · f1 чорний король | c6 чорний ферзь · d6 білий слон · a5 чорний слон · h5 чорний слон · e4 чорний кінь · f4 чорна тура · e3 чорний пішак · e2 біла тура · g2 біла тура · h2 чорний пішак · b1 білий король · f1 чорний король | 6 |
| 5 | c6 чорний ферзь · d6 білий слон · a5 чорний слон · h5 чорний слон · e4 чорний кінь · f4 чорна тура · e3 чорний пішак · e2 біла тура · g2 біла тура · h2 чорний пішак · b1 білий король · f1 чорний король | c6 чорний ферзь · d6 білий слон · a5 чорний слон · h5 чорний слон · e4 чорний кінь · f4 чорна тура · e3 чорний пішак · e2 біла тура · g2 біла тура · h2 чорний пішак · b1 білий король · f1 чорний король | c6 чорний ферзь · d6 білий слон · a5 чорний слон · h5 чорний слон · e4 чорний кінь · f4 чорна тура · e3 чорний пішак · e2 біла тура · g2 біла тура · h2 чорний пішак · b1 білий король · f1 чорний король | c6 чорний ферзь · d6 білий слон · a5 чорний слон · h5 чорний слон · e4 чорний кінь · f4 чорна тура · e3 чорний пішак · e2 біла тура · g2 біла тура · h2 чорний пішак · b1 білий король · f1 чорний король | c6 чорний ферзь · d6 білий слон · a5 чорний слон · h5 чорний слон · e4 чорний кінь · f4 чорна тура · e3 чорний пішак · e2 біла тура · g2 біла тура · h2 чорний пішак · b1 білий король · f1 чорний король | c6 чорний ферзь · d6 білий слон · a5 чорний слон · h5 чорний слон · e4 чорний кінь · f4 чорна тура · e3 чорний пішак · e2 біла тура · g2 біла тура · h2 чорний пішак · b1 білий король · f1 чорний король | c6 чорний ферзь · d6 білий слон · a5 чорний слон · h5 чорний слон · e4 чорний кінь · f4 чорна тура · e3 чорний пішак · e2 біла тура · g2 біла тура · h2 чорний пішак · b1 білий король · f1 чорний король | c6 чорний ферзь · d6 білий слон · a5 чорний слон · h5 чорний слон · e4 чорний кінь · f4 чорна тура · e3 чорний пішак · e2 біла тура · g2 біла тура · h2 чорний пішак · b1 білий король · f1 чорний король | 5 |
| 4 | c6 чорний ферзь · d6 білий слон · a5 чорний слон · h5 чорний слон · e4 чорний кінь · f4 чорна тура · e3 чорний пішак · e2 біла тура · g2 біла тура · h2 чорний пішак · b1 білий король · f1 чорний король | c6 чорний ферзь · d6 білий слон · a5 чорний слон · h5 чорний слон · e4 чорний кінь · f4 чорна тура · e3 чорний пішак · e2 біла тура · g2 біла тура · h2 чорний пішак · b1 білий король · f1 чорний король | c6 чорний ферзь · d6 білий слон · a5 чорний слон · h5 чорний слон · e4 чорний кінь · f4 чорна тура · e3 чорний пішак · e2 біла тура · g2 біла тура · h2 чорний пішак · b1 білий король · f1 чорний король | c6 чорний ферзь · d6 білий слон · a5 чорний слон · h5 чорний слон · e4 чорний кінь · f4 чорна тура · e3 чорний пішак · e2 біла тура · g2 біла тура · h2 чорний пішак · b1 білий король · f1 чорний король | c6 чорний ферзь · d6 білий слон · a5 чорний слон · h5 чорний слон · e4 чорний кінь · f4 чорна тура · e3 чорний пішак · e2 біла тура · g2 біла тура · h2 чорний пішак · b1 білий король · f1 чорний король | c6 чорний ферзь · d6 білий слон · a5 чорний слон · h5 чорний слон · e4 чорний кінь · f4 чорна тура · e3 чорний пішак · e2 біла тура · g2 біла тура · h2 чорний пішак · b1 білий король · f1 чорний король | c6 чорний ферзь · d6 білий слон · a5 чорний слон · h5 чорний слон · e4 чорний кінь · f4 чорна тура · e3 чорний пішак · e2 біла тура · g2 біла тура · h2 чорний пішак · b1 білий король · f1 чорний король | c6 чорний ферзь · d6 білий слон · a5 чорний слон · h5 чорний слон · e4 чорний кінь · f4 чорна тура · e3 чорний пішак · e2 біла тура · g2 біла тура · h2 чорний пішак · b1 білий король · f1 чорний король | 4 |
| 3 | c6 чорний ферзь · d6 білий слон · a5 чорний слон · h5 чорний слон · e4 чорний кінь · f4 чорна тура · e3 чорний пішак · e2 біла тура · g2 біла тура · h2 чорний пішак · b1 білий король · f1 чорний король | c6 чорний ферзь · d6 білий слон · a5 чорний слон · h5 чорний слон · e4 чорний кінь · f4 чорна тура · e3 чорний пішак · e2 біла тура · g2 біла тура · h2 чорний пішак · b1 білий король · f1 чорний король | c6 чорний ферзь · d6 білий слон · a5 чорний слон · h5 чорний слон · e4 чорний кінь · f4 чорна тура · e3 чорний пішак · e2 біла тура · g2 біла тура · h2 чорний пішак · b1 білий король · f1 чорний король | c6 чорний ферзь · d6 білий слон · a5 чорний слон · h5 чорний слон · e4 чорний кінь · f4 чорна тура · e3 чорний пішак · e2 біла тура · g2 біла тура · h2 чорний пішак · b1 білий король · f1 чорний король | c6 чорний ферзь · d6 білий слон · a5 чорний слон · h5 чорний слон · e4 чорний кінь · f4 чорна тура · e3 чорний пішак · e2 біла тура · g2 біла тура · h2 чорний пішак · b1 білий король · f1 чорний король | c6 чорний ферзь · d6 білий слон · a5 чорний слон · h5 чорний слон · e4 чорний кінь · f4 чорна тура · e3 чорний пішак · e2 біла тура · g2 біла тура · h2 чорний пішак · b1 білий король · f1 чорний король | c6 чорний ферзь · d6 білий слон · a5 чорний слон · h5 чорний слон · e4 чорний кінь · f4 чорна тура · e3 чорний пішак · e2 біла тура · g2 біла тура · h2 чорний пішак · b1 білий король · f1 чорний король | c6 чорний ферзь · d6 білий слон · a5 чорний слон · h5 чорний слон · e4 чорний кінь · f4 чорна тура · e3 чорний пішак · e2 біла тура · g2 біла тура · h2 чорний пішак · b1 білий король · f1 чорний король | 3 |
| 2 | c6 чорний ферзь · d6 білий слон · a5 чорний слон · h5 чорний слон · e4 чорний кінь · f4 чорна тура · e3 чорний пішак · e2 біла тура · g2 біла тура · h2 чорний пішак · b1 білий король · f1 чорний король | c6 чорний ферзь · d6 білий слон · a5 чорний слон · h5 чорний слон · e4 чорний кінь · f4 чорна тура · e3 чорний пішак · e2 біла тура · g2 біла тура · h2 чорний пішак · b1 білий король · f1 чорний король | c6 чорний ферзь · d6 білий слон · a5 чорний слон · h5 чорний слон · e4 чорний кінь · f4 чорна тура · e3 чорний пішак · e2 біла тура · g2 біла тура · h2 чорний пішак · b1 білий король · f1 чорний король | c6 чорний ферзь · d6 білий слон · a5 чорний слон · h5 чорний слон · e4 чорний кінь · f4 чорна тура · e3 чорний пішак · e2 біла тура · g2 біла тура · h2 чорний пішак · b1 білий король · f1 чорний король | c6 чорний ферзь · d6 білий слон · a5 чорний слон · h5 чорний слон · e4 чорний кінь · f4 чорна тура · e3 чорний пішак · e2 біла тура · g2 біла тура · h2 чорний пішак · b1 білий король · f1 чорний король | c6 чорний ферзь · d6 білий слон · a5 чорний слон · h5 чорний слон · e4 чорний кінь · f4 чорна тура · e3 чорний пішак · e2 біла тура · g2 біла тура · h2 чорний пішак · b1 білий король · f1 чорний король | c6 чорний ферзь · d6 білий слон · a5 чорний слон · h5 чорний слон · e4 чорний кінь · f4 чорна тура · e3 чорний пішак · e2 біла тура · g2 біла тура · h2 чорний пішак · b1 білий король · f1 чорний король | c6 чорний ферзь · d6 білий слон · a5 чорний слон · h5 чорний слон · e4 чорний кінь · f4 чорна тура · e3 чорний пішак · e2 біла тура · g2 біла тура · h2 чорний пішак · b1 білий король · f1 чорний король | 2 |
| 1 | c6 чорний ферзь · d6 білий слон · a5 чорний слон · h5 чорний слон · e4 чорний кінь · f4 чорна тура · e3 чорний пішак · e2 біла тура · g2 біла тура · h2 чорний пішак · b1 білий король · f1 чорний король | c6 чорний ферзь · d6 білий слон · a5 чорний слон · h5 чорний слон · e4 чорний кінь · f4 чорна тура · e3 чорний пішак · e2 біла тура · g2 біла тура · h2 чорний пішак · b1 білий король · f1 чорний король | c6 чорний ферзь · d6 білий слон · a5 чорний слон · h5 чорний слон · e4 чорний кінь · f4 чорна тура · e3 чорний пішак · e2 біла тура · g2 біла тура · h2 чорний пішак · b1 білий король · f1 чорний король | c6 чорний ферзь · d6 білий слон · a5 чорний слон · h5 чорний слон · e4 чорний кінь · f4 чорна тура · e3 чорний пішак · e2 біла тура · g2 біла тура · h2 чорний пішак · b1 білий король · f1 чорний король | c6 чорний ферзь · d6 білий слон · a5 чорний слон · h5 чорний слон · e4 чорний кінь · f4 чорна тура · e3 чорний пішак · e2 біла тура · g2 біла тура · h2 чорний пішак · b1 білий король · f1 чорний король | c6 чорний ферзь · d6 білий слон · a5 чорний слон · h5 чорний слон · e4 чорний кінь · f4 чорна тура · e3 чорний пішак · e2 біла тура · g2 біла тура · h2 чорний пішак · b1 білий король · f1 чорний король | c6 чорний ферзь · d6 білий слон · a5 чорний слон · h5 чорний слон · e4 чорний кінь · f4 чорна тура · e3 чорний пішак · e2 біла тура · g2 біла тура · h2 чорний пішак · b1 білий король · f1 чорний король | c6 чорний ферзь · d6 білий слон · a5 чорний слон · h5 чорний слон · e4 чорний кінь · f4 чорна тура · e3 чорний пішак · e2 біла тура · g2 біла тура · h2 чорний пішак · b1 білий король · f1 чорний король | 1 |
|   | a | b | c | d | e | f | g | h |   |

2 Sol

I  1. Sf2 Lb4 2. D:g2 Te1#
II 1. Tf2 L:h2 2. L:e2 Tg1#
В цій задачі тематичне поле біля чорного короля «f2» контролюється двома білими турами, і що як раз є парадоксально, чорні на першому ході це поле блокують. Причина таких дій стає зрозумілою на останньому ході білих і чорних — чорні забирають білу фігуру, що контролювала це поле, а білі другою фігурою оголошують мат. Пройшла зворотна форма теми.
В другому рішенні повна аналогія. Крім буковинсько-прикарпатської теми задачі виражено тему Зілахі.

### Подвоєна зворотна форма
Ще більше підсилення парадоксу зворотної форми — це її подвоєння. В початковій позиції тематичне поле контролюється білими фігурами тричі, але чорні першим ходом це поле блокують.
|   | a | b | c | d | e | f | g | h |   |
| 8 | e8 чорний ферзь · d7 чорний пішак · b5 біла тура · b4 білий кінь · c4 чорний король · h4 білий король · d3 біла тура · f3 чорний слон · g3 чорна тура · d2 білий пішак · e2 чорна тура | e8 чорний ферзь · d7 чорний пішак · b5 біла тура · b4 білий кінь · c4 чорний король · h4 білий король · d3 біла тура · f3 чорний слон · g3 чорна тура · d2 білий пішак · e2 чорна тура | e8 чорний ферзь · d7 чорний пішак · b5 біла тура · b4 білий кінь · c4 чорний король · h4 білий король · d3 біла тура · f3 чорний слон · g3 чорна тура · d2 білий пішак · e2 чорна тура | e8 чорний ферзь · d7 чорний пішак · b5 біла тура · b4 білий кінь · c4 чорний король · h4 білий король · d3 біла тура · f3 чорний слон · g3 чорна тура · d2 білий пішак · e2 чорна тура | e8 чорний ферзь · d7 чорний пішак · b5 біла тура · b4 білий кінь · c4 чорний король · h4 білий король · d3 біла тура · f3 чорний слон · g3 чорна тура · d2 білий пішак · e2 чорна тура | e8 чорний ферзь · d7 чорний пішак · b5 біла тура · b4 білий кінь · c4 чорний король · h4 білий король · d3 біла тура · f3 чорний слон · g3 чорна тура · d2 білий пішак · e2 чорна тура | e8 чорний ферзь · d7 чорний пішак · b5 біла тура · b4 білий кінь · c4 чорний король · h4 білий король · d3 біла тура · f3 чорний слон · g3 чорна тура · d2 білий пішак · e2 чорна тура | e8 чорний ферзь · d7 чорний пішак · b5 біла тура · b4 білий кінь · c4 чорний король · h4 білий король · d3 біла тура · f3 чорний слон · g3 чорна тура · d2 білий пішак · e2 чорна тура | 8 |
| 7 | e8 чорний ферзь · d7 чорний пішак · b5 біла тура · b4 білий кінь · c4 чорний король · h4 білий король · d3 біла тура · f3 чорний слон · g3 чорна тура · d2 білий пішак · e2 чорна тура | e8 чорний ферзь · d7 чорний пішак · b5 біла тура · b4 білий кінь · c4 чорний король · h4 білий король · d3 біла тура · f3 чорний слон · g3 чорна тура · d2 білий пішак · e2 чорна тура | e8 чорний ферзь · d7 чорний пішак · b5 біла тура · b4 білий кінь · c4 чорний король · h4 білий король · d3 біла тура · f3 чорний слон · g3 чорна тура · d2 білий пішак · e2 чорна тура | e8 чорний ферзь · d7 чорний пішак · b5 біла тура · b4 білий кінь · c4 чорний король · h4 білий король · d3 біла тура · f3 чорний слон · g3 чорна тура · d2 білий пішак · e2 чорна тура | e8 чорний ферзь · d7 чорний пішак · b5 біла тура · b4 білий кінь · c4 чорний король · h4 білий король · d3 біла тура · f3 чорний слон · g3 чорна тура · d2 білий пішак · e2 чорна тура | e8 чорний ферзь · d7 чорний пішак · b5 біла тура · b4 білий кінь · c4 чорний король · h4 білий король · d3 біла тура · f3 чорний слон · g3 чорна тура · d2 білий пішак · e2 чорна тура | e8 чорний ферзь · d7 чорний пішак · b5 біла тура · b4 білий кінь · c4 чорний король · h4 білий король · d3 біла тура · f3 чорний слон · g3 чорна тура · d2 білий пішак · e2 чорна тура | e8 чорний ферзь · d7 чорний пішак · b5 біла тура · b4 білий кінь · c4 чорний король · h4 білий король · d3 біла тура · f3 чорний слон · g3 чорна тура · d2 білий пішак · e2 чорна тура | 7 |
| 6 | e8 чорний ферзь · d7 чорний пішак · b5 біла тура · b4 білий кінь · c4 чорний король · h4 білий король · d3 біла тура · f3 чорний слон · g3 чорна тура · d2 білий пішак · e2 чорна тура | e8 чорний ферзь · d7 чорний пішак · b5 біла тура · b4 білий кінь · c4 чорний король · h4 білий король · d3 біла тура · f3 чорний слон · g3 чорна тура · d2 білий пішак · e2 чорна тура | e8 чорний ферзь · d7 чорний пішак · b5 біла тура · b4 білий кінь · c4 чорний король · h4 білий король · d3 біла тура · f3 чорний слон · g3 чорна тура · d2 білий пішак · e2 чорна тура | e8 чорний ферзь · d7 чорний пішак · b5 біла тура · b4 білий кінь · c4 чорний король · h4 білий король · d3 біла тура · f3 чорний слон · g3 чорна тура · d2 білий пішак · e2 чорна тура | e8 чорний ферзь · d7 чорний пішак · b5 біла тура · b4 білий кінь · c4 чорний король · h4 білий король · d3 біла тура · f3 чорний слон · g3 чорна тура · d2 білий пішак · e2 чорна тура | e8 чорний ферзь · d7 чорний пішак · b5 біла тура · b4 білий кінь · c4 чорний король · h4 білий король · d3 біла тура · f3 чорний слон · g3 чорна тура · d2 білий пішак · e2 чорна тура | e8 чорний ферзь · d7 чорний пішак · b5 біла тура · b4 білий кінь · c4 чорний король · h4 білий король · d3 біла тура · f3 чорний слон · g3 чорна тура · d2 білий пішак · e2 чорна тура | e8 чорний ферзь · d7 чорний пішак · b5 біла тура · b4 білий кінь · c4 чорний король · h4 білий король · d3 біла тура · f3 чорний слон · g3 чорна тура · d2 білий пішак · e2 чорна тура | 6 |
| 5 | e8 чорний ферзь · d7 чорний пішак · b5 біла тура · b4 білий кінь · c4 чорний король · h4 білий король · d3 біла тура · f3 чорний слон · g3 чорна тура · d2 білий пішак · e2 чорна тура | e8 чорний ферзь · d7 чорний пішак · b5 біла тура · b4 білий кінь · c4 чорний король · h4 білий король · d3 біла тура · f3 чорний слон · g3 чорна тура · d2 білий пішак · e2 чорна тура | e8 чорний ферзь · d7 чорний пішак · b5 біла тура · b4 білий кінь · c4 чорний король · h4 білий король · d3 біла тура · f3 чорний слон · g3 чорна тура · d2 білий пішак · e2 чорна тура | e8 чорний ферзь · d7 чорний пішак · b5 біла тура · b4 білий кінь · c4 чорний король · h4 білий король · d3 біла тура · f3 чорний слон · g3 чорна тура · d2 білий пішак · e2 чорна тура | e8 чорний ферзь · d7 чорний пішак · b5 біла тура · b4 білий кінь · c4 чорний король · h4 білий король · d3 біла тура · f3 чорний слон · g3 чорна тура · d2 білий пішак · e2 чорна тура | e8 чорний ферзь · d7 чорний пішак · b5 біла тура · b4 білий кінь · c4 чорний король · h4 білий король · d3 біла тура · f3 чорний слон · g3 чорна тура · d2 білий пішак · e2 чорна тура | e8 чорний ферзь · d7 чорний пішак · b5 біла тура · b4 білий кінь · c4 чорний король · h4 білий король · d3 біла тура · f3 чорний слон · g3 чорна тура · d2 білий пішак · e2 чорна тура | e8 чорний ферзь · d7 чорний пішак · b5 біла тура · b4 білий кінь · c4 чорний король · h4 білий король · d3 біла тура · f3 чорний слон · g3 чорна тура · d2 білий пішак · e2 чорна тура | 5 |
| 4 | e8 чорний ферзь · d7 чорний пішак · b5 біла тура · b4 білий кінь · c4 чорний король · h4 білий король · d3 біла тура · f3 чорний слон · g3 чорна тура · d2 білий пішак · e2 чорна тура | e8 чорний ферзь · d7 чорний пішак · b5 біла тура · b4 білий кінь · c4 чорний король · h4 білий король · d3 біла тура · f3 чорний слон · g3 чорна тура · d2 білий пішак · e2 чорна тура | e8 чорний ферзь · d7 чорний пішак · b5 біла тура · b4 білий кінь · c4 чорний король · h4 білий король · d3 біла тура · f3 чорний слон · g3 чорна тура · d2 білий пішак · e2 чорна тура | e8 чорний ферзь · d7 чорний пішак · b5 біла тура · b4 білий кінь · c4 чорний король · h4 білий король · d3 біла тура · f3 чорний слон · g3 чорна тура · d2 білий пішак · e2 чорна тура | e8 чорний ферзь · d7 чорний пішак · b5 біла тура · b4 білий кінь · c4 чорний король · h4 білий король · d3 біла тура · f3 чорний слон · g3 чорна тура · d2 білий пішак · e2 чорна тура | e8 чорний ферзь · d7 чорний пішак · b5 біла тура · b4 білий кінь · c4 чорний король · h4 білий король · d3 біла тура · f3 чорний слон · g3 чорна тура · d2 білий пішак · e2 чорна тура | e8 чорний ферзь · d7 чорний пішак · b5 біла тура · b4 білий кінь · c4 чорний король · h4 білий король · d3 біла тура · f3 чорний слон · g3 чорна тура · d2 білий пішак · e2 чорна тура | e8 чорний ферзь · d7 чорний пішак · b5 біла тура · b4 білий кінь · c4 чорний король · h4 білий король · d3 біла тура · f3 чорний слон · g3 чорна тура · d2 білий пішак · e2 чорна тура | 4 |
| 3 | e8 чорний ферзь · d7 чорний пішак · b5 біла тура · b4 білий кінь · c4 чорний король · h4 білий король · d3 біла тура · f3 чорний слон · g3 чорна тура · d2 білий пішак · e2 чорна тура | e8 чорний ферзь · d7 чорний пішак · b5 біла тура · b4 білий кінь · c4 чорний король · h4 білий король · d3 біла тура · f3 чорний слон · g3 чорна тура · d2 білий пішак · e2 чорна тура | e8 чорний ферзь · d7 чорний пішак · b5 біла тура · b4 білий кінь · c4 чорний король · h4 білий король · d3 біла тура · f3 чорний слон · g3 чорна тура · d2 білий пішак · e2 чорна тура | e8 чорний ферзь · d7 чорний пішак · b5 біла тура · b4 білий кінь · c4 чорний король · h4 білий король · d3 біла тура · f3 чорний слон · g3 чорна тура · d2 білий пішак · e2 чорна тура | e8 чорний ферзь · d7 чорний пішак · b5 біла тура · b4 білий кінь · c4 чорний король · h4 білий король · d3 біла тура · f3 чорний слон · g3 чорна тура · d2 білий пішак · e2 чорна тура | e8 чорний ферзь · d7 чорний пішак · b5 біла тура · b4 білий кінь · c4 чорний король · h4 білий король · d3 біла тура · f3 чорний слон · g3 чорна тура · d2 білий пішак · e2 чорна тура | e8 чорний ферзь · d7 чорний пішак · b5 біла тура · b4 білий кінь · c4 чорний король · h4 білий король · d3 біла тура · f3 чорний слон · g3 чорна тура · d2 білий пішак · e2 чорна тура | e8 чорний ферзь · d7 чорний пішак · b5 біла тура · b4 білий кінь · c4 чорний король · h4 білий король · d3 біла тура · f3 чорний слон · g3 чорна тура · d2 білий пішак · e2 чорна тура | 3 |
| 2 | e8 чорний ферзь · d7 чорний пішак · b5 біла тура · b4 білий кінь · c4 чорний король · h4 білий король · d3 біла тура · f3 чорний слон · g3 чорна тура · d2 білий пішак · e2 чорна тура | e8 чорний ферзь · d7 чорний пішак · b5 біла тура · b4 білий кінь · c4 чорний король · h4 білий король · d3 біла тура · f3 чорний слон · g3 чорна тура · d2 білий пішак · e2 чорна тура | e8 чорний ферзь · d7 чорний пішак · b5 біла тура · b4 білий кінь · c4 чорний король · h4 білий король · d3 біла тура · f3 чорний слон · g3 чорна тура · d2 білий пішак · e2 чорна тура | e8 чорний ферзь · d7 чорний пішак · b5 біла тура · b4 білий кінь · c4 чорний король · h4 білий король · d3 біла тура · f3 чорний слон · g3 чорна тура · d2 білий пішак · e2 чорна тура | e8 чорний ферзь · d7 чорний пішак · b5 біла тура · b4 білий кінь · c4 чорний король · h4 білий король · d3 біла тура · f3 чорний слон · g3 чорна тура · d2 білий пішак · e2 чорна тура | e8 чорний ферзь · d7 чорний пішак · b5 біла тура · b4 білий кінь · c4 чорний король · h4 білий король · d3 біла тура · f3 чорний слон · g3 чорна тура · d2 білий пішак · e2 чорна тура | e8 чорний ферзь · d7 чорний пішак · b5 біла тура · b4 білий кінь · c4 чорний король · h4 білий король · d3 біла тура · f3 чорний слон · g3 чорна тура · d2 білий пішак · e2 чорна тура | e8 чорний ферзь · d7 чорний пішак · b5 біла тура · b4 білий кінь · c4 чорний король · h4 білий король · d3 біла тура · f3 чорний слон · g3 чорна тура · d2 білий пішак · e2 чорна тура | 2 |
| 1 | e8 чорний ферзь · d7 чорний пішак · b5 біла тура · b4 білий кінь · c4 чорний король · h4 білий король · d3 біла тура · f3 чорний слон · g3 чорна тура · d2 білий пішак · e2 чорна тура | e8 чорний ферзь · d7 чорний пішак · b5 біла тура · b4 білий кінь · c4 чорний король · h4 білий король · d3 біла тура · f3 чорний слон · g3 чорна тура · d2 білий пішак · e2 чорна тура | e8 чорний ферзь · d7 чорний пішак · b5 біла тура · b4 білий кінь · c4 чорний король · h4 білий король · d3 біла тура · f3 чорний слон · g3 чорна тура · d2 білий пішак · e2 чорна тура | e8 чорний ферзь · d7 чорний пішак · b5 біла тура · b4 білий кінь · c4 чорний король · h4 білий король · d3 біла тура · f3 чорний слон · g3 чорна тура · d2 білий пішак · e2 чорна тура | e8 чорний ферзь · d7 чорний пішак · b5 біла тура · b4 білий кінь · c4 чорний король · h4 білий король · d3 біла тура · f3 чорний слон · g3 чорна тура · d2 білий пішак · e2 чорна тура | e8 чорний ферзь · d7 чорний пішак · b5 біла тура · b4 білий кінь · c4 чорний король · h4 білий король · d3 біла тура · f3 чорний слон · g3 чорна тура · d2 білий пішак · e2 чорна тура | e8 чорний ферзь · d7 чорний пішак · b5 біла тура · b4 білий кінь · c4 чорний король · h4 білий король · d3 біла тура · f3 чорний слон · g3 чорна тура · d2 білий пішак · e2 чорна тура | e8 чорний ферзь · d7 чорний пішак · b5 біла тура · b4 білий кінь · c4 чорний король · h4 білий король · d3 біла тура · f3 чорний слон · g3 чорна тура · d2 білий пішак · e2 чорна тура | 1 |
|   | a | b | c | d | e | f | g | h |   |

2 Sol

I  1. d5!   Sc2 2. D:b5 Tc3#
II 1. Ld5! Sa6 2. T:d3 Tb4#
В цій задачі використано механізм задачі, в якій було реалізовано подвоєння простої форми теми. В початковій позиції тричі контролюється білими фігурами тематичне поле «d5». Для рішення задачі на першому ході чорні змушені це поле заблокувати, адже в процесі гри дві білі фігури знімають свій контроль, а третя фігура забирається чорними. Задача доповнена темою Зілахі.

## Синтез форм — простої і зворотної
Цікаве поєднання форм однієї теми. Для цього взято знову той же механізм двох тур.
|   | a | b | c | d | e | f | g | h |   |
| 8 | d6 білий слон · a5 чорний слон · c4 чорний слон · f4 чорна тура · e3 чорний пішак · f3 чорний пішак · b2 чорний пішак · e2 біла тура · g2 біла тура · h2 чорний пішак · b1 білий король · f1 чорний король | d6 білий слон · a5 чорний слон · c4 чорний слон · f4 чорна тура · e3 чорний пішак · f3 чорний пішак · b2 чорний пішак · e2 біла тура · g2 біла тура · h2 чорний пішак · b1 білий король · f1 чорний король | d6 білий слон · a5 чорний слон · c4 чорний слон · f4 чорна тура · e3 чорний пішак · f3 чорний пішак · b2 чорний пішак · e2 біла тура · g2 біла тура · h2 чорний пішак · b1 білий король · f1 чорний король | d6 білий слон · a5 чорний слон · c4 чорний слон · f4 чорна тура · e3 чорний пішак · f3 чорний пішак · b2 чорний пішак · e2 біла тура · g2 біла тура · h2 чорний пішак · b1 білий король · f1 чорний король | d6 білий слон · a5 чорний слон · c4 чорний слон · f4 чорна тура · e3 чорний пішак · f3 чорний пішак · b2 чорний пішак · e2 біла тура · g2 біла тура · h2 чорний пішак · b1 білий король · f1 чорний король | d6 білий слон · a5 чорний слон · c4 чорний слон · f4 чорна тура · e3 чорний пішак · f3 чорний пішак · b2 чорний пішак · e2 біла тура · g2 біла тура · h2 чорний пішак · b1 білий король · f1 чорний король | d6 білий слон · a5 чорний слон · c4 чорний слон · f4 чорна тура · e3 чорний пішак · f3 чорний пішак · b2 чорний пішак · e2 біла тура · g2 біла тура · h2 чорний пішак · b1 білий король · f1 чорний король | d6 білий слон · a5 чорний слон · c4 чорний слон · f4 чорна тура · e3 чорний пішак · f3 чорний пішак · b2 чорний пішак · e2 біла тура · g2 біла тура · h2 чорний пішак · b1 білий король · f1 чорний король | 8 |
| 7 | d6 білий слон · a5 чорний слон · c4 чорний слон · f4 чорна тура · e3 чорний пішак · f3 чорний пішак · b2 чорний пішак · e2 біла тура · g2 біла тура · h2 чорний пішак · b1 білий король · f1 чорний король | d6 білий слон · a5 чорний слон · c4 чорний слон · f4 чорна тура · e3 чорний пішак · f3 чорний пішак · b2 чорний пішак · e2 біла тура · g2 біла тура · h2 чорний пішак · b1 білий король · f1 чорний король | d6 білий слон · a5 чорний слон · c4 чорний слон · f4 чорна тура · e3 чорний пішак · f3 чорний пішак · b2 чорний пішак · e2 біла тура · g2 біла тура · h2 чорний пішак · b1 білий король · f1 чорний король | d6 білий слон · a5 чорний слон · c4 чорний слон · f4 чорна тура · e3 чорний пішак · f3 чорний пішак · b2 чорний пішак · e2 біла тура · g2 біла тура · h2 чорний пішак · b1 білий король · f1 чорний король | d6 білий слон · a5 чорний слон · c4 чорний слон · f4 чорна тура · e3 чорний пішак · f3 чорний пішак · b2 чорний пішак · e2 біла тура · g2 біла тура · h2 чорний пішак · b1 білий король · f1 чорний король | d6 білий слон · a5 чорний слон · c4 чорний слон · f4 чорна тура · e3 чорний пішак · f3 чорний пішак · b2 чорний пішак · e2 біла тура · g2 біла тура · h2 чорний пішак · b1 білий король · f1 чорний король | d6 білий слон · a5 чорний слон · c4 чорний слон · f4 чорна тура · e3 чорний пішак · f3 чорний пішак · b2 чорний пішак · e2 біла тура · g2 біла тура · h2 чорний пішак · b1 білий король · f1 чорний король | d6 білий слон · a5 чорний слон · c4 чорний слон · f4 чорна тура · e3 чорний пішак · f3 чорний пішак · b2 чорний пішак · e2 біла тура · g2 біла тура · h2 чорний пішак · b1 білий король · f1 чорний король | 7 |
| 6 | d6 білий слон · a5 чорний слон · c4 чорний слон · f4 чорна тура · e3 чорний пішак · f3 чорний пішак · b2 чорний пішак · e2 біла тура · g2 біла тура · h2 чорний пішак · b1 білий король · f1 чорний король | d6 білий слон · a5 чорний слон · c4 чорний слон · f4 чорна тура · e3 чорний пішак · f3 чорний пішак · b2 чорний пішак · e2 біла тура · g2 біла тура · h2 чорний пішак · b1 білий король · f1 чорний король | d6 білий слон · a5 чорний слон · c4 чорний слон · f4 чорна тура · e3 чорний пішак · f3 чорний пішак · b2 чорний пішак · e2 біла тура · g2 біла тура · h2 чорний пішак · b1 білий король · f1 чорний король | d6 білий слон · a5 чорний слон · c4 чорний слон · f4 чорна тура · e3 чорний пішак · f3 чорний пішак · b2 чорний пішак · e2 біла тура · g2 біла тура · h2 чорний пішак · b1 білий король · f1 чорний король | d6 білий слон · a5 чорний слон · c4 чорний слон · f4 чорна тура · e3 чорний пішак · f3 чорний пішак · b2 чорний пішак · e2 біла тура · g2 біла тура · h2 чорний пішак · b1 білий король · f1 чорний король | d6 білий слон · a5 чорний слон · c4 чорний слон · f4 чорна тура · e3 чорний пішак · f3 чорний пішак · b2 чорний пішак · e2 біла тура · g2 біла тура · h2 чорний пішак · b1 білий король · f1 чорний король | d6 білий слон · a5 чорний слон · c4 чорний слон · f4 чорна тура · e3 чорний пішак · f3 чорний пішак · b2 чорний пішак · e2 біла тура · g2 біла тура · h2 чорний пішак · b1 білий король · f1 чорний король | d6 білий слон · a5 чорний слон · c4 чорний слон · f4 чорна тура · e3 чорний пішак · f3 чорний пішак · b2 чорний пішак · e2 біла тура · g2 біла тура · h2 чорний пішак · b1 білий король · f1 чорний король | 6 |
| 5 | d6 білий слон · a5 чорний слон · c4 чорний слон · f4 чорна тура · e3 чорний пішак · f3 чорний пішак · b2 чорний пішак · e2 біла тура · g2 біла тура · h2 чорний пішак · b1 білий король · f1 чорний король | d6 білий слон · a5 чорний слон · c4 чорний слон · f4 чорна тура · e3 чорний пішак · f3 чорний пішак · b2 чорний пішак · e2 біла тура · g2 біла тура · h2 чорний пішак · b1 білий король · f1 чорний король | d6 білий слон · a5 чорний слон · c4 чорний слон · f4 чорна тура · e3 чорний пішак · f3 чорний пішак · b2 чорний пішак · e2 біла тура · g2 біла тура · h2 чорний пішак · b1 білий король · f1 чорний король | d6 білий слон · a5 чорний слон · c4 чорний слон · f4 чорна тура · e3 чорний пішак · f3 чорний пішак · b2 чорний пішак · e2 біла тура · g2 біла тура · h2 чорний пішак · b1 білий король · f1 чорний король | d6 білий слон · a5 чорний слон · c4 чорний слон · f4 чорна тура · e3 чорний пішак · f3 чорний пішак · b2 чорний пішак · e2 біла тура · g2 біла тура · h2 чорний пішак · b1 білий король · f1 чорний король | d6 білий слон · a5 чорний слон · c4 чорний слон · f4 чорна тура · e3 чорний пішак · f3 чорний пішак · b2 чорний пішак · e2 біла тура · g2 біла тура · h2 чорний пішак · b1 білий король · f1 чорний король | d6 білий слон · a5 чорний слон · c4 чорний слон · f4 чорна тура · e3 чорний пішак · f3 чорний пішак · b2 чорний пішак · e2 біла тура · g2 біла тура · h2 чорний пішак · b1 білий король · f1 чорний король | d6 білий слон · a5 чорний слон · c4 чорний слон · f4 чорна тура · e3 чорний пішак · f3 чорний пішак · b2 чорний пішак · e2 біла тура · g2 біла тура · h2 чорний пішак · b1 білий король · f1 чорний король | 5 |
| 4 | d6 білий слон · a5 чорний слон · c4 чорний слон · f4 чорна тура · e3 чорний пішак · f3 чорний пішак · b2 чорний пішак · e2 біла тура · g2 біла тура · h2 чорний пішак · b1 білий король · f1 чорний король | d6 білий слон · a5 чорний слон · c4 чорний слон · f4 чорна тура · e3 чорний пішак · f3 чорний пішак · b2 чорний пішак · e2 біла тура · g2 біла тура · h2 чорний пішак · b1 білий король · f1 чорний король | d6 білий слон · a5 чорний слон · c4 чорний слон · f4 чорна тура · e3 чорний пішак · f3 чорний пішак · b2 чорний пішак · e2 біла тура · g2 біла тура · h2 чорний пішак · b1 білий король · f1 чорний король | d6 білий слон · a5 чорний слон · c4 чорний слон · f4 чорна тура · e3 чорний пішак · f3 чорний пішак · b2 чорний пішак · e2 біла тура · g2 біла тура · h2 чорний пішак · b1 білий король · f1 чорний король | d6 білий слон · a5 чорний слон · c4 чорний слон · f4 чорна тура · e3 чорний пішак · f3 чорний пішак · b2 чорний пішак · e2 біла тура · g2 біла тура · h2 чорний пішак · b1 білий король · f1 чорний король | d6 білий слон · a5 чорний слон · c4 чорний слон · f4 чорна тура · e3 чорний пішак · f3 чорний пішак · b2 чорний пішак · e2 біла тура · g2 біла тура · h2 чорний пішак · b1 білий король · f1 чорний король | d6 білий слон · a5 чорний слон · c4 чорний слон · f4 чорна тура · e3 чорний пішак · f3 чорний пішак · b2 чорний пішак · e2 біла тура · g2 біла тура · h2 чорний пішак · b1 білий король · f1 чорний король | d6 білий слон · a5 чорний слон · c4 чорний слон · f4 чорна тура · e3 чорний пішак · f3 чорний пішак · b2 чорний пішак · e2 біла тура · g2 біла тура · h2 чорний пішак · b1 білий король · f1 чорний король | 4 |
| 3 | d6 білий слон · a5 чорний слон · c4 чорний слон · f4 чорна тура · e3 чорний пішак · f3 чорний пішак · b2 чорний пішак · e2 біла тура · g2 біла тура · h2 чорний пішак · b1 білий король · f1 чорний король | d6 білий слон · a5 чорний слон · c4 чорний слон · f4 чорна тура · e3 чорний пішак · f3 чорний пішак · b2 чорний пішак · e2 біла тура · g2 біла тура · h2 чорний пішак · b1 білий король · f1 чорний король | d6 білий слон · a5 чорний слон · c4 чорний слон · f4 чорна тура · e3 чорний пішак · f3 чорний пішак · b2 чорний пішак · e2 біла тура · g2 біла тура · h2 чорний пішак · b1 білий король · f1 чорний король | d6 білий слон · a5 чорний слон · c4 чорний слон · f4 чорна тура · e3 чорний пішак · f3 чорний пішак · b2 чорний пішак · e2 біла тура · g2 біла тура · h2 чорний пішак · b1 білий король · f1 чорний король | d6 білий слон · a5 чорний слон · c4 чорний слон · f4 чорна тура · e3 чорний пішак · f3 чорний пішак · b2 чорний пішак · e2 біла тура · g2 біла тура · h2 чорний пішак · b1 білий король · f1 чорний король | d6 білий слон · a5 чорний слон · c4 чорний слон · f4 чорна тура · e3 чорний пішак · f3 чорний пішак · b2 чорний пішак · e2 біла тура · g2 біла тура · h2 чорний пішак · b1 білий король · f1 чорний король | d6 білий слон · a5 чорний слон · c4 чорний слон · f4 чорна тура · e3 чорний пішак · f3 чорний пішак · b2 чорний пішак · e2 біла тура · g2 біла тура · h2 чорний пішак · b1 білий король · f1 чорний король | d6 білий слон · a5 чорний слон · c4 чорний слон · f4 чорна тура · e3 чорний пішак · f3 чорний пішак · b2 чорний пішак · e2 біла тура · g2 біла тура · h2 чорний пішак · b1 білий король · f1 чорний король | 3 |
| 2 | d6 білий слон · a5 чорний слон · c4 чорний слон · f4 чорна тура · e3 чорний пішак · f3 чорний пішак · b2 чорний пішак · e2 біла тура · g2 біла тура · h2 чорний пішак · b1 білий король · f1 чорний король | d6 білий слон · a5 чорний слон · c4 чорний слон · f4 чорна тура · e3 чорний пішак · f3 чорний пішак · b2 чорний пішак · e2 біла тура · g2 біла тура · h2 чорний пішак · b1 білий король · f1 чорний король | d6 білий слон · a5 чорний слон · c4 чорний слон · f4 чорна тура · e3 чорний пішак · f3 чорний пішак · b2 чорний пішак · e2 біла тура · g2 біла тура · h2 чорний пішак · b1 білий король · f1 чорний король | d6 білий слон · a5 чорний слон · c4 чорний слон · f4 чорна тура · e3 чорний пішак · f3 чорний пішак · b2 чорний пішак · e2 біла тура · g2 біла тура · h2 чорний пішак · b1 білий король · f1 чорний король | d6 білий слон · a5 чорний слон · c4 чорний слон · f4 чорна тура · e3 чорний пішак · f3 чорний пішак · b2 чорний пішак · e2 біла тура · g2 біла тура · h2 чорний пішак · b1 білий король · f1 чорний король | d6 білий слон · a5 чорний слон · c4 чорний слон · f4 чорна тура · e3 чорний пішак · f3 чорний пішак · b2 чорний пішак · e2 біла тура · g2 біла тура · h2 чорний пішак · b1 білий король · f1 чорний король | d6 білий слон · a5 чорний слон · c4 чорний слон · f4 чорна тура · e3 чорний пішак · f3 чорний пішак · b2 чорний пішак · e2 біла тура · g2 біла тура · h2 чорний пішак · b1 білий король · f1 чорний король | d6 білий слон · a5 чорний слон · c4 чорний слон · f4 чорна тура · e3 чорний пішак · f3 чорний пішак · b2 чорний пішак · e2 біла тура · g2 біла тура · h2 чорний пішак · b1 білий король · f1 чорний король | 2 |
| 1 | d6 білий слон · a5 чорний слон · c4 чорний слон · f4 чорна тура · e3 чорний пішак · f3 чорний пішак · b2 чорний пішак · e2 біла тура · g2 біла тура · h2 чорний пішак · b1 білий король · f1 чорний король | d6 білий слон · a5 чорний слон · c4 чорний слон · f4 чорна тура · e3 чорний пішак · f3 чорний пішак · b2 чорний пішак · e2 біла тура · g2 біла тура · h2 чорний пішак · b1 білий король · f1 чорний король | d6 білий слон · a5 чорний слон · c4 чорний слон · f4 чорна тура · e3 чорний пішак · f3 чорний пішак · b2 чорний пішак · e2 біла тура · g2 біла тура · h2 чорний пішак · b1 білий король · f1 чорний король | d6 білий слон · a5 чорний слон · c4 чорний слон · f4 чорна тура · e3 чорний пішак · f3 чорний пішак · b2 чорний пішак · e2 біла тура · g2 біла тура · h2 чорний пішак · b1 білий король · f1 чорний король | d6 білий слон · a5 чорний слон · c4 чорний слон · f4 чорна тура · e3 чорний пішак · f3 чорний пішак · b2 чорний пішак · e2 біла тура · g2 біла тура · h2 чорний пішак · b1 білий король · f1 чорний король | d6 білий слон · a5 чорний слон · c4 чорний слон · f4 чорна тура · e3 чорний пішак · f3 чорний пішак · b2 чорний пішак · e2 біла тура · g2 біла тура · h2 чорний пішак · b1 білий король · f1 чорний король | d6 білий слон · a5 чорний слон · c4 чорний слон · f4 чорна тура · e3 чорний пішак · f3 чорний пішак · b2 чорний пішак · e2 біла тура · g2 біла тура · h2 чорний пішак · b1 білий король · f1 чорний король | d6 білий слон · a5 чорний слон · c4 чорний слон · f4 чорна тура · e3 чорний пішак · f3 чорний пішак · b2 чорний пішак · e2 біла тура · g2 біла тура · h2 чорний пішак · b1 білий король · f1 чорний король | 1 |
|   | a | b | c | d | e | f | g | h |   |

b) f3 → c5

a) 1.fg2   Lb4 2. Tf2 Te1#
b) 1.Tf2 L:h2  2. L:e2 Tg1#
Ця задача цікава тим, що при майже тому механізмі, що і у попередніх задачах, виражено зовсім інший задум. В першому близнюку проходить проста форма теми, у другому близнюку — зворотна. В задачі проходить тема Зілахі.

## Синтез Буковинсько-прикарпатської теми і Буковинської
Ці дві теми є споріднені, адже Буковинсько-прикарпатська тема утворилася із Буковинської теми. Поєднання цих тем виражено в наступній багатоходівці.
|   | a | b | c | d | e | f | g | h |   |
| 8 | h7 чорний пішак · b5 чорний пішак · d5 чорний слон · c3 білий кінь · a2 білий слон · b2 білий пішак · g2 білий пішак · a1 чорний король · h1 білий король | h7 чорний пішак · b5 чорний пішак · d5 чорний слон · c3 білий кінь · a2 білий слон · b2 білий пішак · g2 білий пішак · a1 чорний король · h1 білий король | h7 чорний пішак · b5 чорний пішак · d5 чорний слон · c3 білий кінь · a2 білий слон · b2 білий пішак · g2 білий пішак · a1 чорний король · h1 білий король | h7 чорний пішак · b5 чорний пішак · d5 чорний слон · c3 білий кінь · a2 білий слон · b2 білий пішак · g2 білий пішак · a1 чорний король · h1 білий король | h7 чорний пішак · b5 чорний пішак · d5 чорний слон · c3 білий кінь · a2 білий слон · b2 білий пішак · g2 білий пішак · a1 чорний король · h1 білий король | h7 чорний пішак · b5 чорний пішак · d5 чорний слон · c3 білий кінь · a2 білий слон · b2 білий пішак · g2 білий пішак · a1 чорний король · h1 білий король | h7 чорний пішак · b5 чорний пішак · d5 чорний слон · c3 білий кінь · a2 білий слон · b2 білий пішак · g2 білий пішак · a1 чорний король · h1 білий король | h7 чорний пішак · b5 чорний пішак · d5 чорний слон · c3 білий кінь · a2 білий слон · b2 білий пішак · g2 білий пішак · a1 чорний король · h1 білий король | 8 |
| 7 | h7 чорний пішак · b5 чорний пішак · d5 чорний слон · c3 білий кінь · a2 білий слон · b2 білий пішак · g2 білий пішак · a1 чорний король · h1 білий король | h7 чорний пішак · b5 чорний пішак · d5 чорний слон · c3 білий кінь · a2 білий слон · b2 білий пішак · g2 білий пішак · a1 чорний король · h1 білий король | h7 чорний пішак · b5 чорний пішак · d5 чорний слон · c3 білий кінь · a2 білий слон · b2 білий пішак · g2 білий пішак · a1 чорний король · h1 білий король | h7 чорний пішак · b5 чорний пішак · d5 чорний слон · c3 білий кінь · a2 білий слон · b2 білий пішак · g2 білий пішак · a1 чорний король · h1 білий король | h7 чорний пішак · b5 чорний пішак · d5 чорний слон · c3 білий кінь · a2 білий слон · b2 білий пішак · g2 білий пішак · a1 чорний король · h1 білий король | h7 чорний пішак · b5 чорний пішак · d5 чорний слон · c3 білий кінь · a2 білий слон · b2 білий пішак · g2 білий пішак · a1 чорний король · h1 білий король | h7 чорний пішак · b5 чорний пішак · d5 чорний слон · c3 білий кінь · a2 білий слон · b2 білий пішак · g2 білий пішак · a1 чорний король · h1 білий король | h7 чорний пішак · b5 чорний пішак · d5 чорний слон · c3 білий кінь · a2 білий слон · b2 білий пішак · g2 білий пішак · a1 чорний король · h1 білий король | 7 |
| 6 | h7 чорний пішак · b5 чорний пішак · d5 чорний слон · c3 білий кінь · a2 білий слон · b2 білий пішак · g2 білий пішак · a1 чорний король · h1 білий король | h7 чорний пішак · b5 чорний пішак · d5 чорний слон · c3 білий кінь · a2 білий слон · b2 білий пішак · g2 білий пішак · a1 чорний король · h1 білий король | h7 чорний пішак · b5 чорний пішак · d5 чорний слон · c3 білий кінь · a2 білий слон · b2 білий пішак · g2 білий пішак · a1 чорний король · h1 білий король | h7 чорний пішак · b5 чорний пішак · d5 чорний слон · c3 білий кінь · a2 білий слон · b2 білий пішак · g2 білий пішак · a1 чорний король · h1 білий король | h7 чорний пішак · b5 чорний пішак · d5 чорний слон · c3 білий кінь · a2 білий слон · b2 білий пішак · g2 білий пішак · a1 чорний король · h1 білий король | h7 чорний пішак · b5 чорний пішак · d5 чорний слон · c3 білий кінь · a2 білий слон · b2 білий пішак · g2 білий пішак · a1 чорний король · h1 білий король | h7 чорний пішак · b5 чорний пішак · d5 чорний слон · c3 білий кінь · a2 білий слон · b2 білий пішак · g2 білий пішак · a1 чорний король · h1 білий король | h7 чорний пішак · b5 чорний пішак · d5 чорний слон · c3 білий кінь · a2 білий слон · b2 білий пішак · g2 білий пішак · a1 чорний король · h1 білий король | 6 |
| 5 | h7 чорний пішак · b5 чорний пішак · d5 чорний слон · c3 білий кінь · a2 білий слон · b2 білий пішак · g2 білий пішак · a1 чорний король · h1 білий король | h7 чорний пішак · b5 чорний пішак · d5 чорний слон · c3 білий кінь · a2 білий слон · b2 білий пішак · g2 білий пішак · a1 чорний король · h1 білий король | h7 чорний пішак · b5 чорний пішак · d5 чорний слон · c3 білий кінь · a2 білий слон · b2 білий пішак · g2 білий пішак · a1 чорний король · h1 білий король | h7 чорний пішак · b5 чорний пішак · d5 чорний слон · c3 білий кінь · a2 білий слон · b2 білий пішак · g2 білий пішак · a1 чорний король · h1 білий король | h7 чорний пішак · b5 чорний пішак · d5 чорний слон · c3 білий кінь · a2 білий слон · b2 білий пішак · g2 білий пішак · a1 чорний король · h1 білий король | h7 чорний пішак · b5 чорний пішак · d5 чорний слон · c3 білий кінь · a2 білий слон · b2 білий пішак · g2 білий пішак · a1 чорний король · h1 білий король | h7 чорний пішак · b5 чорний пішак · d5 чорний слон · c3 білий кінь · a2 білий слон · b2 білий пішак · g2 білий пішак · a1 чорний король · h1 білий король | h7 чорний пішак · b5 чорний пішак · d5 чорний слон · c3 білий кінь · a2 білий слон · b2 білий пішак · g2 білий пішак · a1 чорний король · h1 білий король | 5 |
| 4 | h7 чорний пішак · b5 чорний пішак · d5 чорний слон · c3 білий кінь · a2 білий слон · b2 білий пішак · g2 білий пішак · a1 чорний король · h1 білий король | h7 чорний пішак · b5 чорний пішак · d5 чорний слон · c3 білий кінь · a2 білий слон · b2 білий пішак · g2 білий пішак · a1 чорний король · h1 білий король | h7 чорний пішак · b5 чорний пішак · d5 чорний слон · c3 білий кінь · a2 білий слон · b2 білий пішак · g2 білий пішак · a1 чорний король · h1 білий король | h7 чорний пішак · b5 чорний пішак · d5 чорний слон · c3 білий кінь · a2 білий слон · b2 білий пішак · g2 білий пішак · a1 чорний король · h1 білий король | h7 чорний пішак · b5 чорний пішак · d5 чорний слон · c3 білий кінь · a2 білий слон · b2 білий пішак · g2 білий пішак · a1 чорний король · h1 білий король | h7 чорний пішак · b5 чорний пішак · d5 чорний слон · c3 білий кінь · a2 білий слон · b2 білий пішак · g2 білий пішак · a1 чорний король · h1 білий король | h7 чорний пішак · b5 чорний пішак · d5 чорний слон · c3 білий кінь · a2 білий слон · b2 білий пішак · g2 білий пішак · a1 чорний король · h1 білий король | h7 чорний пішак · b5 чорний пішак · d5 чорний слон · c3 білий кінь · a2 білий слон · b2 білий пішак · g2 білий пішак · a1 чорний король · h1 білий король | 4 |
| 3 | h7 чорний пішак · b5 чорний пішак · d5 чорний слон · c3 білий кінь · a2 білий слон · b2 білий пішак · g2 білий пішак · a1 чорний король · h1 білий король | h7 чорний пішак · b5 чорний пішак · d5 чорний слон · c3 білий кінь · a2 білий слон · b2 білий пішак · g2 білий пішак · a1 чорний король · h1 білий король | h7 чорний пішак · b5 чорний пішак · d5 чорний слон · c3 білий кінь · a2 білий слон · b2 білий пішак · g2 білий пішак · a1 чорний король · h1 білий король | h7 чорний пішак · b5 чорний пішак · d5 чорний слон · c3 білий кінь · a2 білий слон · b2 білий пішак · g2 білий пішак · a1 чорний король · h1 білий король | h7 чорний пішак · b5 чорний пішак · d5 чорний слон · c3 білий кінь · a2 білий слон · b2 білий пішак · g2 білий пішак · a1 чорний король · h1 білий король | h7 чорний пішак · b5 чорний пішак · d5 чорний слон · c3 білий кінь · a2 білий слон · b2 білий пішак · g2 білий пішак · a1 чорний король · h1 білий король | h7 чорний пішак · b5 чорний пішак · d5 чорний слон · c3 білий кінь · a2 білий слон · b2 білий пішак · g2 білий пішак · a1 чорний король · h1 білий король | h7 чорний пішак · b5 чорний пішак · d5 чорний слон · c3 білий кінь · a2 білий слон · b2 білий пішак · g2 білий пішак · a1 чорний король · h1 білий король | 3 |
| 2 | h7 чорний пішак · b5 чорний пішак · d5 чорний слон · c3 білий кінь · a2 білий слон · b2 білий пішак · g2 білий пішак · a1 чорний король · h1 білий король | h7 чорний пішак · b5 чорний пішак · d5 чорний слон · c3 білий кінь · a2 білий слон · b2 білий пішак · g2 білий пішак · a1 чорний король · h1 білий король | h7 чорний пішак · b5 чорний пішак · d5 чорний слон · c3 білий кінь · a2 білий слон · b2 білий пішак · g2 білий пішак · a1 чорний король · h1 білий король | h7 чорний пішак · b5 чорний пішак · d5 чорний слон · c3 білий кінь · a2 білий слон · b2 білий пішак · g2 білий пішак · a1 чорний король · h1 білий король | h7 чорний пішак · b5 чорний пішак · d5 чорний слон · c3 білий кінь · a2 білий слон · b2 білий пішак · g2 білий пішак · a1 чорний король · h1 білий король | h7 чорний пішак · b5 чорний пішак · d5 чорний слон · c3 білий кінь · a2 білий слон · b2 білий пішак · g2 білий пішак · a1 чорний король · h1 білий король | h7 чорний пішак · b5 чорний пішак · d5 чорний слон · c3 білий кінь · a2 білий слон · b2 білий пішак · g2 білий пішак · a1 чорний король · h1 білий король | h7 чорний пішак · b5 чорний пішак · d5 чорний слон · c3 білий кінь · a2 білий слон · b2 білий пішак · g2 білий пішак · a1 чорний король · h1 білий король | 2 |
| 1 | h7 чорний пішак · b5 чорний пішак · d5 чорний слон · c3 білий кінь · a2 білий слон · b2 білий пішак · g2 білий пішак · a1 чорний король · h1 білий король | h7 чорний пішак · b5 чорний пішак · d5 чорний слон · c3 білий кінь · a2 білий слон · b2 білий пішак · g2 білий пішак · a1 чорний король · h1 білий король | h7 чорний пішак · b5 чорний пішак · d5 чорний слон · c3 білий кінь · a2 білий слон · b2 білий пішак · g2 білий пішак · a1 чорний король · h1 білий король | h7 чорний пішак · b5 чорний пішак · d5 чорний слон · c3 білий кінь · a2 білий слон · b2 білий пішак · g2 білий пішак · a1 чорний король · h1 білий король | h7 чорний пішак · b5 чорний пішак · d5 чорний слон · c3 білий кінь · a2 білий слон · b2 білий пішак · g2 білий пішак · a1 чорний король · h1 білий король | h7 чорний пішак · b5 чорний пішак · d5 чорний слон · c3 білий кінь · a2 білий слон · b2 білий пішак · g2 білий пішак · a1 чорний король · h1 білий король | h7 чорний пішак · b5 чорний пішак · d5 чорний слон · c3 білий кінь · a2 білий слон · b2 білий пішак · g2 білий пішак · a1 чорний король · h1 білий король | h7 чорний пішак · b5 чорний пішак · d5 чорний слон · c3 білий кінь · a2 білий слон · b2 білий пішак · g2 білий пішак · a1 чорний король · h1 білий король | 1 |
|   | a | b | c | d | e | f | g | h |   |

1. L:a2 g4 2. b4 g5 3. bc3 g6   
4. cb2 gh7 5. b1L h8D#
В цій задачі виражений синтез — Буковинська тема та Буковинсько-прикарпатська. Тільки Буковинська тема виражена в зворотній формі. Поле «a2»  контролюється білим конем. Чорний слон на першому ході забирає білого слона, який стоїть на полі «а2» і блокує це поле. Білий кінь забирається на третьому ході. В результаті — Буковинська тема в зворотній формі. Поле «b1» контролюється білим слоном і конем. Тут чорні знімають обидва удари з тематичного поля. Чорні забирають ці фігури на першому і третьому ході , а на останньому ході блокують поле, яке ці фігури блокували. В результаті Буковинсько-прикарпатська тема.
В цій задачі додатково виражено Броницьку тему, тему ексцельсіор, розв'язування.